# Československé legie
Československé legie je označení používané pro jednotky dobrovolnického zahraničního vojenského odboje Čechů a Slováků za první světové války (a ruské občanské války). Legie tvořili čeští a slovenští krajané žijící v zahraničí a bývalí vojáci rakousko-uherské armády, kteří se po zajetí armádami Dohody rozhodli dobrovolně vstoupit do řad legií a dezertovat k nepřátelským vojskům, se kterými pak bojovali proti vojskům Ústředních mocností, tedy i proti českým a moravským vojákům loajálním císaři (František Josef I.). Tím se dopustili dezerce a porušení vojenské přísahy panovníkovi, za kterou jim hrozilo nasazení v trestních oddílech (a tím téměř jistá smrt) až trest smrti. Sami příslušníci legií své vypovězení poslušnosti Rakousku-Uhersku brali jako součást revoluční akce zahraničního odboje s cílem napomoci vzniku samostatného Československa jako nástupnického státu někdejšího Českého království. Jejich nesporné vojenské úspěchy skutečně sehrály při jednáních o vzniku Československa v roce 1918 i později během Pařížské mírové konference zásadní roli.
Dobrovolnická struktura legionářské armády v Rusku podle Kaplického, který byl legionářem, spočívala mimo jiné v tom, že každá rota měla voleného rotního důvěrníka (jejich počet postupně narostl až na 55). Tito důvěrníci spolurozhodovali o nasazení vojska v jednotlivých bitvách.
Příslušníci legií v Rusku se zúčastnili několika vítězných bitev války včetně bitvy u Zborova a bitvy u Bachmače proti ústředním mocnostem, byli také zapojeni do ruské občanské války vedené proti bolševikům, v jeden čas kontrolovali celou transsibiřskou železnici a většinu velkých měst Sibiře.
Název československé legie vznikl až po válce, za války se používalo souhrnné označení revoluční dobrovolná vojska (později zahraniční čs. vojska). Základ těchto vojsk začal vznikat již v roce 1914 z dobrovolníků, českých krajanů, kteří se hlásili do carské armády v Rusku a Cizinecké legie ve Francii. Čeští krajané v Rusku, z Varšavy, jejího okolí a z území Volyně vytvořili jednotku zvanou „Česká družina“ (nejednalo se pouze o Čechy a Slováky, ti však měli velkou převahu). Krajané ve Francii byli v rámci francouzské Cizinecké legie začleněni do samostatné roty, pro kterou se vžilo označení „rota Nazdar“. Počet českých a slovenských dobrovolníků se postupně navyšoval. Od roku 1917 se tvořily legie také v Itálii. Koncem války měly jednotky československých zahraničních vojsk celkem přes 140 000 příslušníků. Většinu legionářů tvořili Češi; v ruských legiích bylo Slováků 7,4%, v italských 3% a ve francouzských 16%.

## Přehled
Podle místa působení lze legie rozdělit na:
- československé legie v Rusku
- československé legie ve Francii
- československé legie v Itálii.

Kancelář čs. legií uváděla k říjnu 1932 údaje v sousední tabulce. „Ostatní“ jsou vojáci čs. legií, kteří buď nebyli řádně propuštěni, nebo se přihlásili až po 28. 10. 1918.
|           | Rusko  | Francie | Itálie | celkem |
| legionáři | 60 109 | 9 367   | 19 225 | 88 701 |
| ostatní   | 10 913 | 2 479   | 7 510  | 20 902 |
| ztráty    | 4 120  | 650     | 725    | 5 405  |

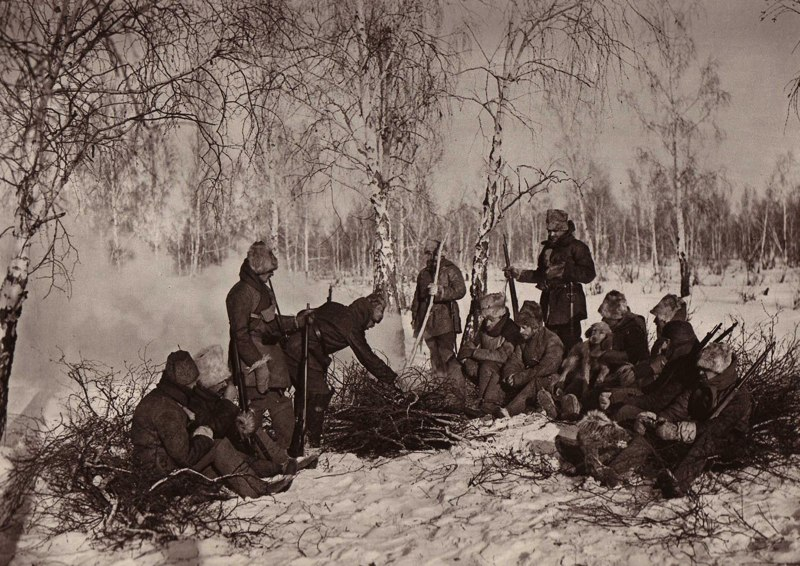
Hlídka čs. legionářů na Rusi

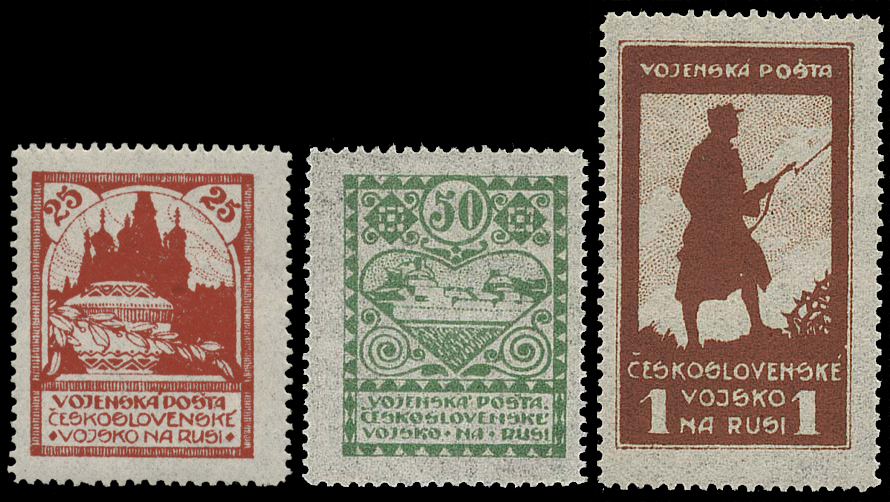
Poštovní známky vydávané Polní poštou Československého vojska na Rusi.

Jednotlivé pluky byly číslovány podle místa působení: v Rusku od čísla 1, ve Francii od čísla 21 a v Itálii od čísla 31.
Kromě toho bojovali českoslovenští dobrovolníci (dobrovolci, bratři – oficiální označení příslušníka vojska) i v dalších armádách, zejména asi 32 tisíc amerických krajanů ve francouzské a americké armádě. Dále působilo kolem 1 400 dobrovolníků v srbské armádě a kolem 1 000 dobrovolníků v armádě britské. Ačkoliv se v americké, srbské ani britské armádě nepodařilo utvořit samostatné československé vojenské oddíly, byli tito dobrovolníci oficiálně označováni za legionáře. Zvláště v případě srbských dobrovolníků je to nejvýraznější a někdy se tak hovoří o „srbské legii“. Celkem padlo 5 152 československých legionářů, z toho 4 112 v Rusku, 630 ve Francii a 410 v Itálii. Z celkového počtu padlých Čechů, Moravanů a Slezanů, kteří ve Velké válce bojovali, tvořili padlí legionáři 4 %.

## Československé legie v Rusku

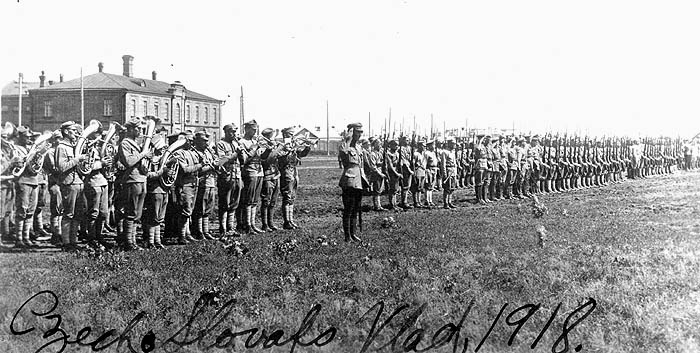
Československé legie v Rusku v r. 1918

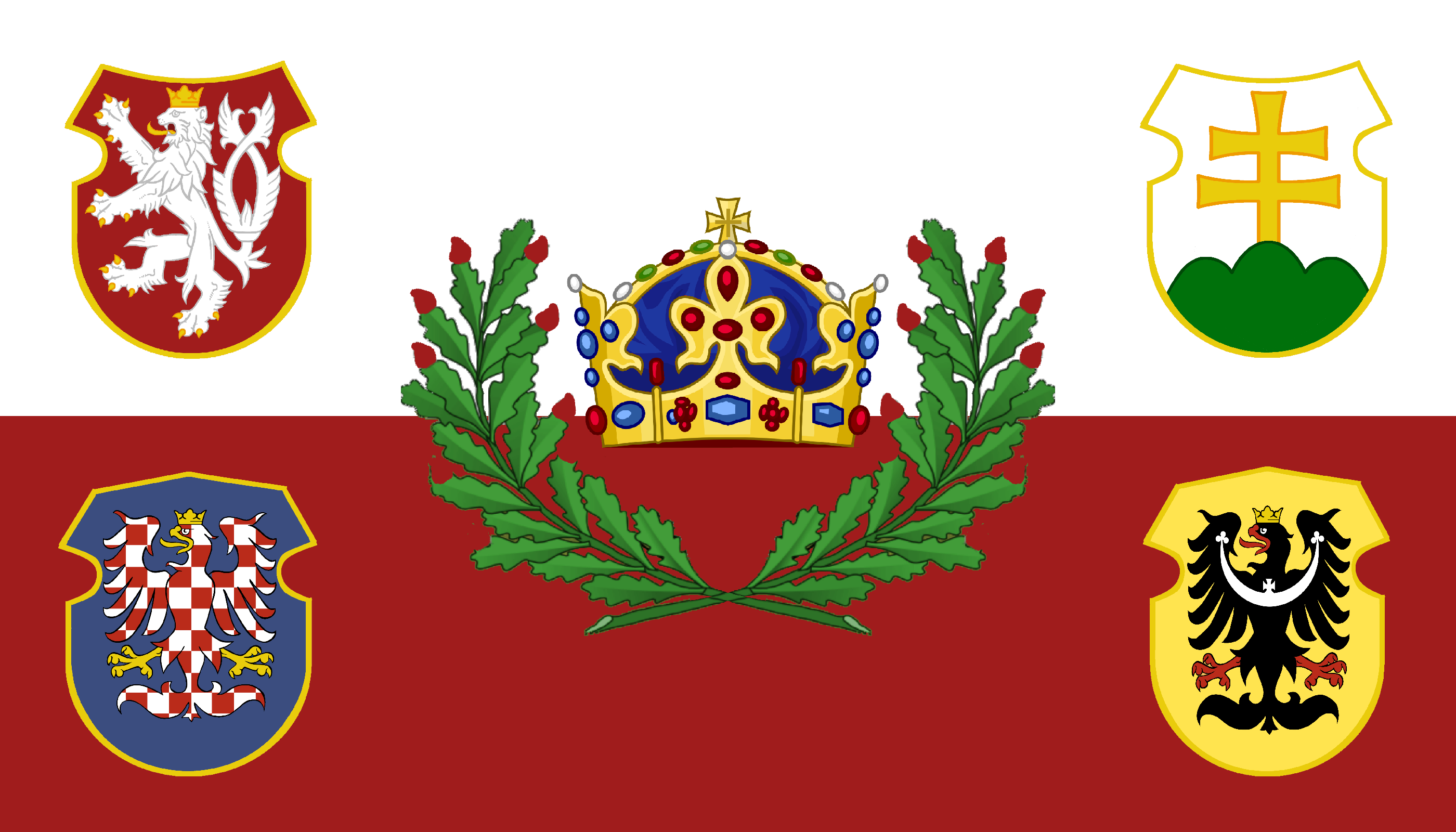
Prapor legií v Rusku

Byly to dobrovolnické vojenské jednotky na ruském území v letech 1914–1920, jež bojovaly nejdříve proti rakousko-uherské a německé armádě na Ukrajině a poté spolu s Bílou armádou a zahraničními interventy proti Rudé armádě. Jeden z hlavních velitelů legií v Rusku byl Radola Gajda.
Předchůdcem legií byla Česká družina. Dne 7. ledna 1919 bylo z brigády vytvořeno Československé vojsko na Rusi, které již bylo součástí Československé armády a samozřejmě zejména zásluhou Štefánikovou i francouzské (velitelem legií byl Maurice Janin). Československé vojsko na Rusi tvořily tři divize, jejichž jádrem bylo 12 pluků střeleckých, dva pluky jízdní a několik dělostřeleckých baterií.

### Boje na Ukrajině

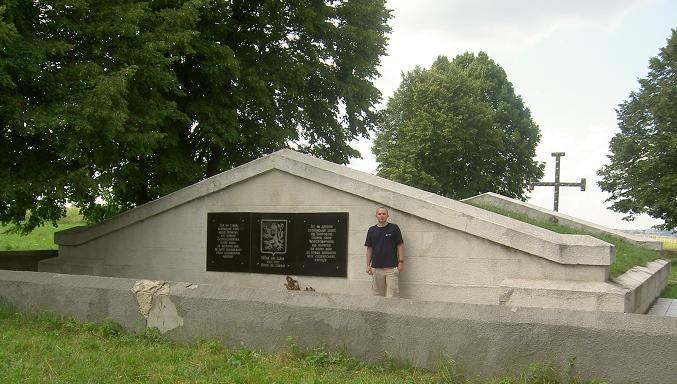
Památník ve Zborově

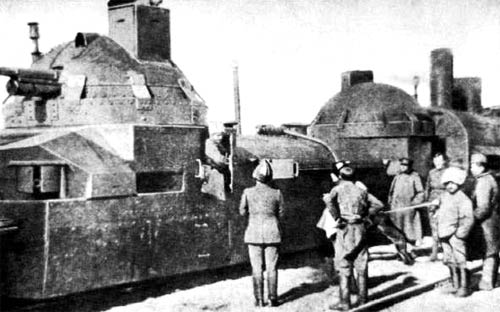
Čechoslováci u obrněného vlaku Orlík

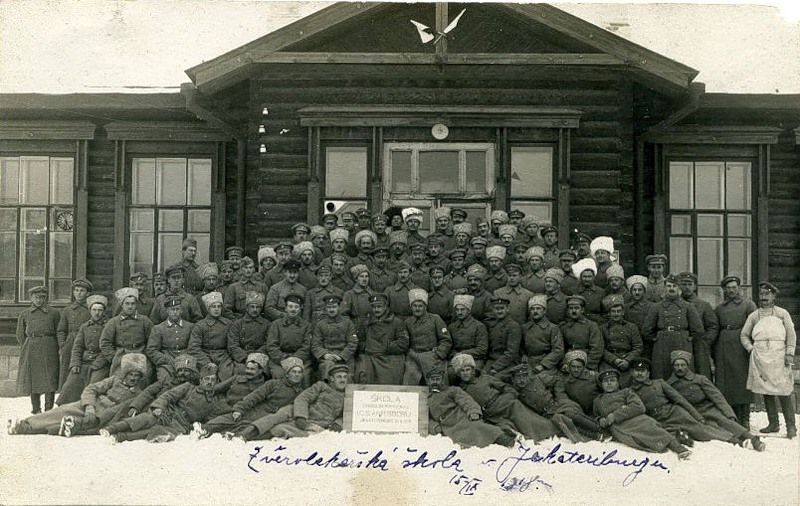
Československé legie v Jekatěrinburgu

Po bitvě u Zborova (2. července 1917), ve které se československé legie vyznamenaly v boji proti rakousko-uherské armádě, zrušila ruská vláda na naléhání předsedy Československé národní rady profesora T. G. Masaryka, který od 15. května 1917 legie v Rusku organizoval, omezení při vytváření československých jednotek a postupně vznikly další jednotky, které 9. října 1917 vytvořily československý sbor v Rusku. Koncem roku 1917 bylo v Rusku 38 500 dobrovolníků v legiích (ve dvou divizích o osmi pěších a dvou jízdních plucích, po Zborovu počínajíc 4. Prokopa Velikého na doplnění 1. divize a 5. plukem pražským T. G. Masaryka, již ve druhé divizi) a přes 60 tisíc v zajateckých táborech ve spolcích, které Masaryk organizoval jako rezervu legií (základ 3. divize). Stávajícím velením ruské armády byl Masaryk považován za jejich nejvyššího velitele. Po Říjnové revoluci, ve které se vlády v Rusku chopili bolševici, rozhodlo vojenské vedení států Dohody, že začne legie přesouvat na západní frontu.

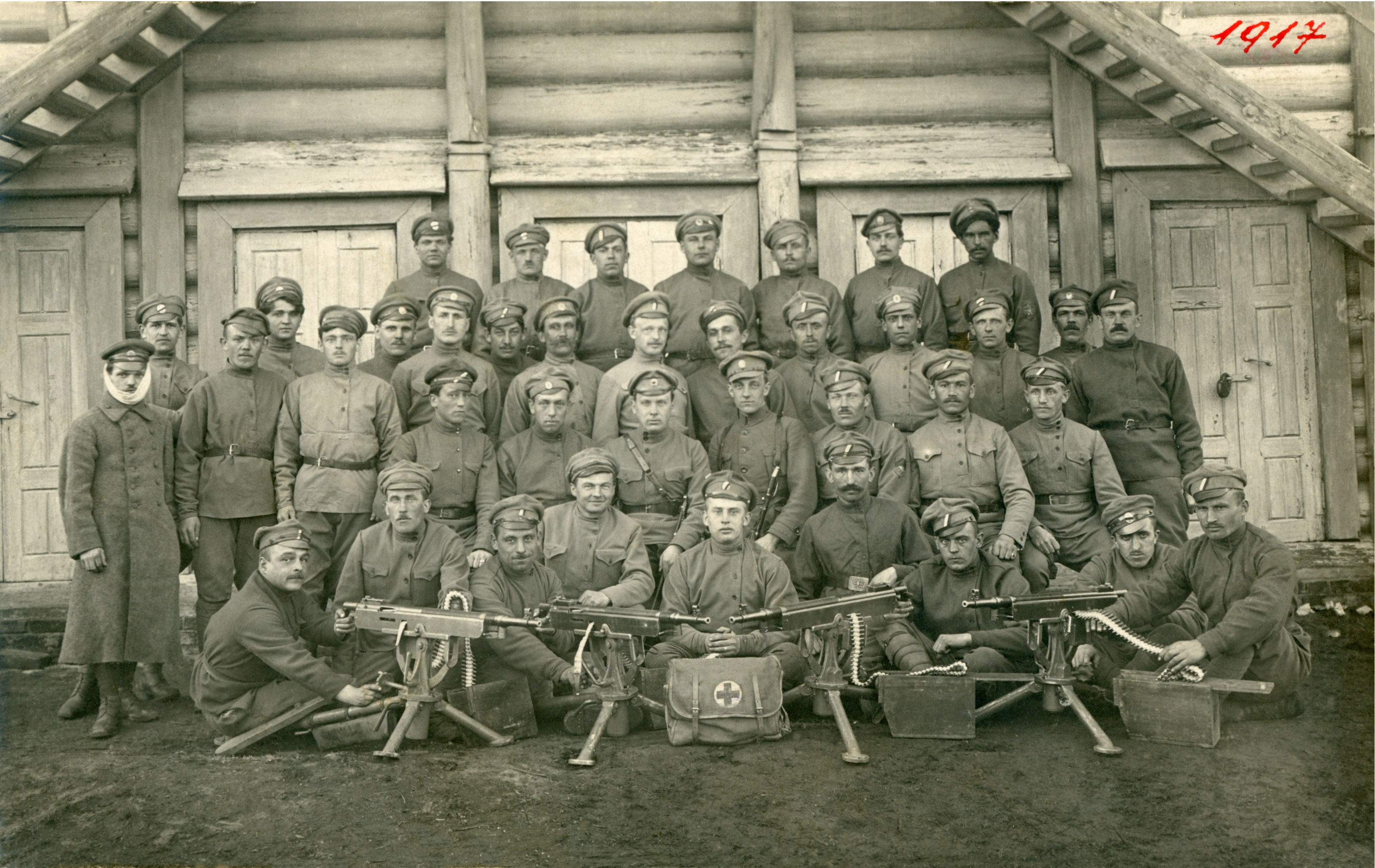
Československé legie, 2. divize, jednotka 6. střeleckého pluku, 1917

V listopadu 1917 obsadila část 1. divize (2. pluk Krále Jiřího z Poděbrad) prakticky bez boje k potlačení bolševických nepokojů Kyjev, byla však odvolána, podle tehdejší instrukce Masarykovy „nevměšovat se do vnitřních ruských sporů“. Při bojích před Kresčatikem však zahynul poručík Hrdina. Jako přítel všeho moderního založil Masaryk v legiích leteckou školu, z níž se po válce vyvinula Masarykova letecká liga. Letadla většinou nenesla bomby ani kulomety, měla jen ruční zbraně a byla používána při přesunu a boji zejména k průzkumným účelům. I tak přispěla při sibiřské anabázi československých legionářů k záchraně několika mostů (ty bolševiky vyhozené do povětří musely oddíly československých ženistů s přispěním i amerických specialistů rychle postavit znovu) a zejména až na jediný k záchraně čtyřicítky bajkalských železničních tunelů na transsibiřské magistrále (to, že bolševici podminovávají tunel č. 39, sice letadlo zjistilo, ale nemělo prostředky je od díla zkázy odehnat – zničený a zasypaný tunel zdržel postup druhé části legií do Vladivostoku o 14 dní). Masaryk opustil legionáře na Rusi v den svých 68. narozenin 7. března 1918 (odjezdem vlakem z Moskvy na transsibiřskou magistrálu), když předtím zajistil, aby se vojsko ještě neexistujícího státu stalo součástí francouzské armády. Velitelem druhé divize jmenoval ruského generála Petra N. Podhájeckého. Vydal se na strastiplnou cestu přes Sibiř lazaretním vlakem a stal se kvartýrmajstrem čs. legionářů na magistrále až do Vladivostoku.

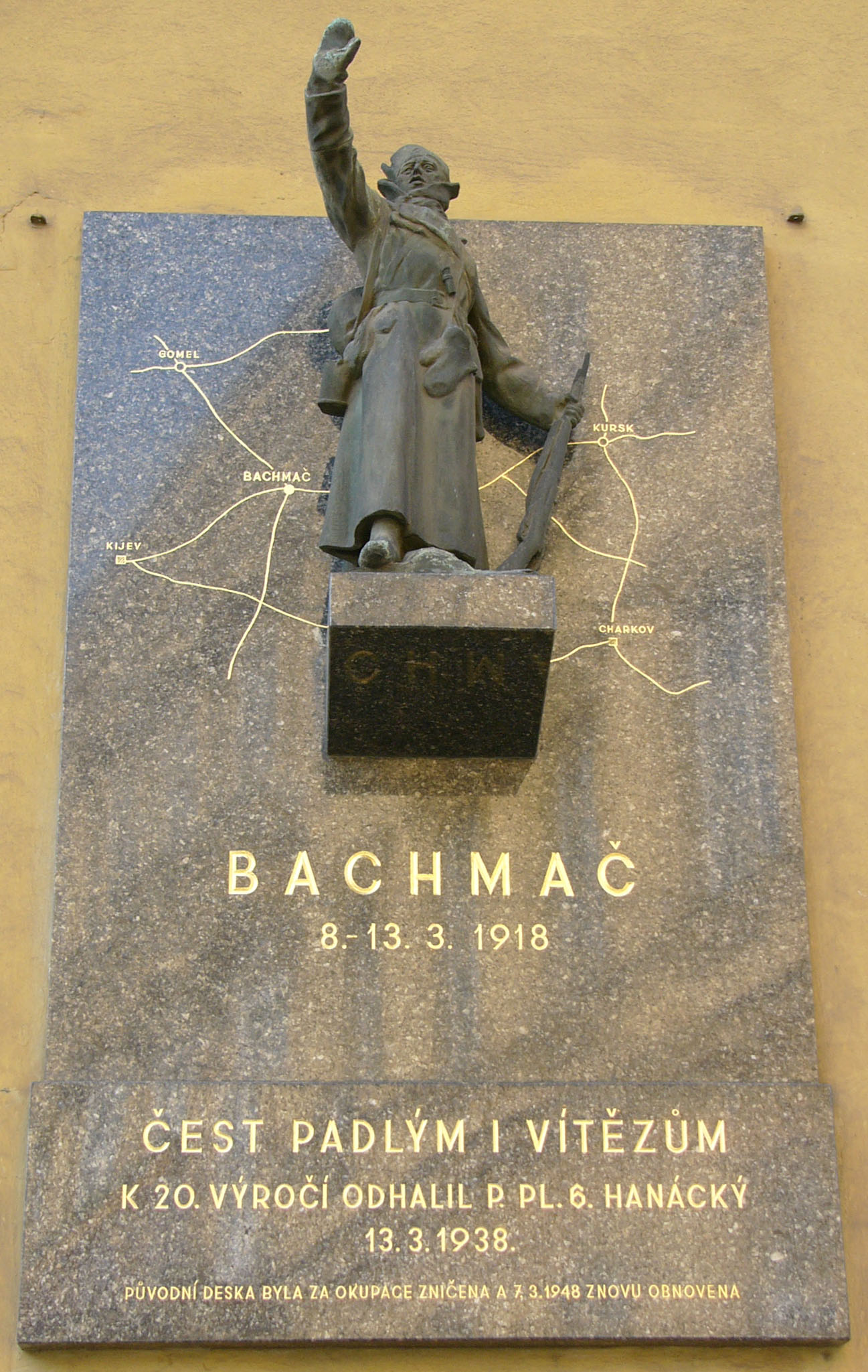
Pamětní deska bitvy u Bachmače v Olomouci

Poté se Němci začali tlačit na Ukrajinu a Petljurovy pluky před nimi začaly ustupovat a prosily československé legionáře o pomoc. Tak došlo mezi Němci a legionáři ke krvavým bojům u Doče, kde se vyznamenali pozdější českoslovenští generálové Kadlec a Červinka, kapitán Jungr a zejména pozdější generál Stanislav Čeček, který v bitvě u Bachmače Němce porazil a donutil je uzavřít s legionáři příměří, pro volný průjezd československých ešalonů (vojenských vlaků) bachmačským železničním uzlem. V boji o Doč se vyznamenala rovněž kulometná rota Colt z „Hanáckého“ 6. střeleckého pluku. Bolševici, zejména velmi mladí a v boji nezkušení chlapci, leckdy dokonce stříleli omylem do vlastních řad. K československým dvěma obrněným vlakům přidali proti Němcům jeden broněvik (obrněný vlak). Jen tak bylo možno poškodit most přes řeku Desnu a zabránit tak Němcům ve vstupu do bachmačského železničního uzlu, kde v klidu projížděly československé ešalony na Sibiřskou magistrálu k Čeljabinsku a Penze.
3. března 1918 uzavřely Ústřední mocnosti s bolševiky v Brestu Litevském tzv. Brestlitevský mír. V něm se bolševici mimo jiné zavázali nestrpět na svém území vojenské oddíly nepřátelské ústředním mocnostem, což se týkalo i Československých legií. Legie opustily Ukrajinu, jelikož ukrajinská vláda povolila ze strachu před bolševiky obsadit své území německou armádou. Ovšem už v této době obsadil Ukrajinu bolševický velitel Muravjev. Legie se měly přepravit tzv. "severní cestou" přes Archangelsk a Murmansk do Francie. Ovšem nakonec, po čtyřměsíčním čekání, mrznutí a hladovění, odpluly jen dva transporty (celkem okolo 2000 mužů). První transport vedený Ing. Otakarem Husákem odplul 15. října 1917. Potom přístavy zamrzly, nebyly lodě a na severu chyběly zásoby. Panovaly obavy, aby legie nepotkal osud Srbských legií, které byly odzbrojeny a zajaty, internovány do Kazaně a osvobozeny teprve s příchodem československých legionářů na Volhu. V této situaci T. G. Masaryk změnil plán a rozhodl o odsunu vojsk po magistrále a dále kolem světa až na bojiště do Francie.
Dánské jednotky se probojovaly na Krym, odkud se jim podařilo úspěšně odplout.
Penzenská dohoda uzavřená mezi bolševiky a Národní radou 26. 3. 1918 zaručovala Legiím zásobování, průjezd Sibiří do Vladivostoku a odvoz do Francie; výměnou za to Legie souhlasily s předáním všech těžkých zbraní a většiny kulometů a pušek, Legie také musely souhlasit s agitací čs. bolševiků pro vstup mužů z Legií do Rudé armády. Ruskou armádu bolševici rozložili v roce 1917. Bolševiků bylo málo, rudé gardy měly pár tisíc členů. V celém Rusku nebylo kromě 40 000 čs. legionářů významnější síly. Proto byli bolševici donuceni vyklidit Ukrajinu, uzavřít nevýhodný Brestlitevský mír a proto také začali intenzívně agitovat v zajateckých táborech, aby do Rudé armády dostali dostatek vojáků.

### Rozpory s Rudou armádou
Plány čs. bolševiků, že z Čs. legií odejde do Rudé armády 15 000 mužů, byly mylné. Z Legií tak za dva měsíce agitování odešlo jen cca 150 mužů. Větší posily získala Rudá armáda přímo ze zajateckých táborů. Rudá vláda na jaře 1918 zakázala České národní radě v táborech další agitaci; tu uskutečňovali pouze Čs. bolševici do svých jednotek. Neúspěch agitátory přiměl ke slovním útokům na Radu, Masaryka a vedení Legií, což legionáře rozzuřilo a vedlo k hádkám a stížnostem. Současně bolševici verbovali do Rudé armády zajatce Ústředních mocností (Internacionalisty). Obrovský vliv v místních sovětech a jednotkách Rudé armády získali Maďaři a Němci (na mnoha místech tvořili až 80% jednotek), kteří byli vůči Čs. legiím velmi nepřátelští. To bylo dalším zdrojem nedůvěry Čs. legií vůči bolševikům. Hlavním problémem však bylo stálé porušování Penzenské dohody ze strany bolševiků. Většinu vlaků bolševici nepustili dál, sliby neplnili; neustálé kontroly a požadavky na odevzdání dalších a dalších zbraní ohrožovaly zajištění bezpečnosti vlaků. Komunistické letáky popisovaly rozhodnutí nepustit Sbor z Ruska. Bolševici také odmítali dodávat koupené potraviny a poslední kapkou byl nárůst přítomnosti ozbrojených Němců a Maďarů. Zatímco Národní rada v Moskvě souhlasila s dalšími a dalšími ústupky, vojenské vedení ztratilo jak důvěru v Radu, tak i v bolševiky všeobecně a v Trockého zvlášť. Začalo tedy zvažovat možnost odmítnout spolupráci s prolhanou a pravděpodobně Němci ovlivněnou Moskvou a zajistit si průjezd Sibiří silou.

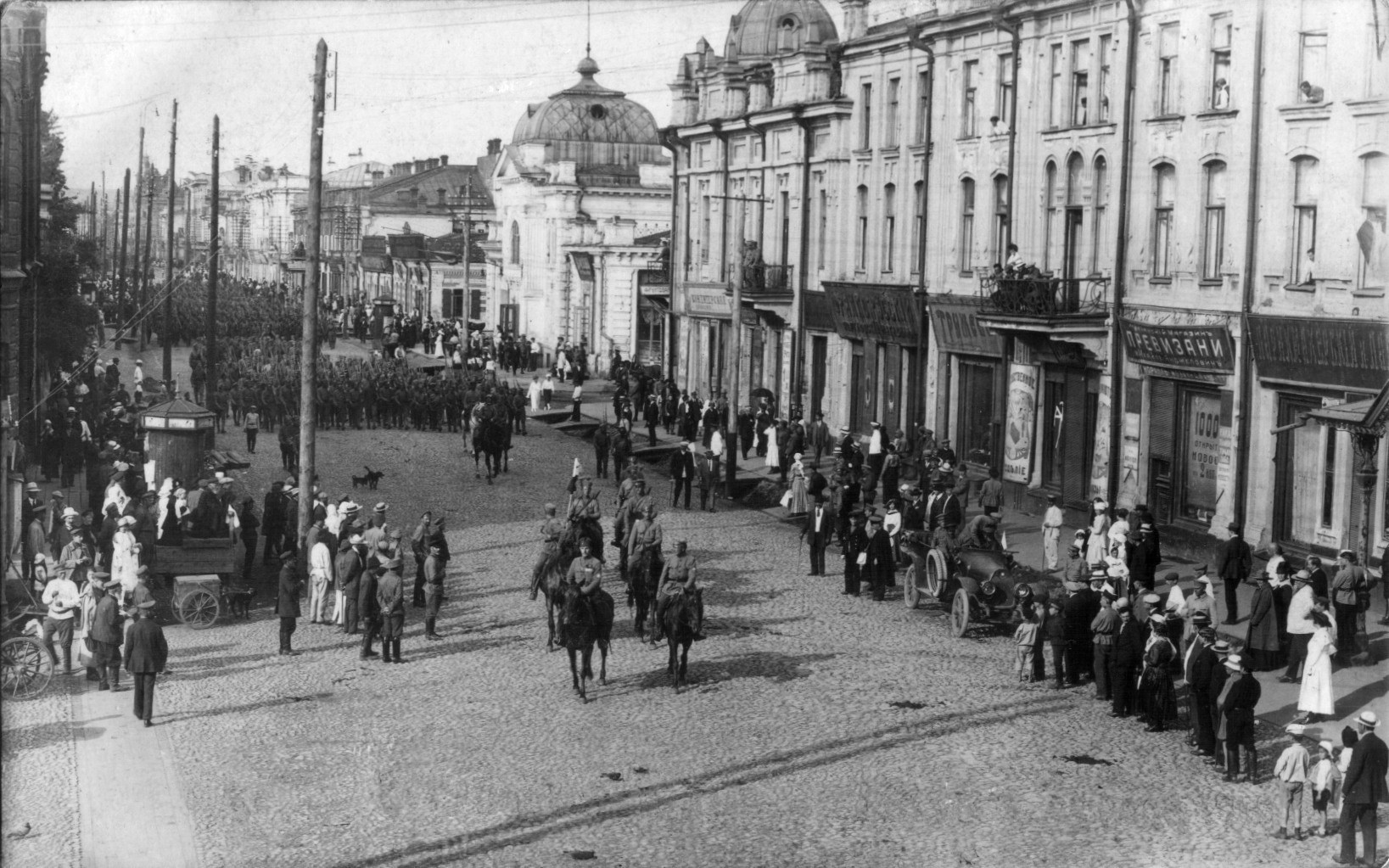
Českoslovenští legionáři v ulicích Irkutsku

Začátkem května 1918 se situace zhoršila – Trockij se definitivně rozhodl že Legie, které ještě nejsou ve Vladivostoku, z Ruska neodjedou a budou silou rozpuštěny, vojáci začleněni do Rudé armády a neposlušný zbytek bude pracovat v průmyslu. Využil návrh Francouzů na odvoz části Legií z Archangelska pro rozdělení Sboru. Bolševici se 7. května neúspěšně pokusili zajmout nejbojovnějšího muže Legií, kapitána Radolu Gajdu (vyvázl díky tomu, že byl ozbrojen). 11. května bolševici obsadili kanceláře Čs. národní rady v Moskvě a zatkli Prokopa Maxu. 15. května se Rada dohodla s Trockým za cenu dalších ústupků, ale sliby Trockého opět nebyly splněny. Lev Davidovič Trockij, jako vojenský komisař (ministr války) vydával rozkazy, ale jednal po dohodě s Leninem a vládou (Leninův rozkaz z 21. května nařizující rozpuštění Legií silou a další jeho osobní veřejná agitace proti legiím, při níž byl vážně postřelen eserkou Františkou Kaplanovou).
14. - 17. května došlo k Čeljabinskému incidentu  a 20. května 1918 začal první sjezd Čs. legií na Rusi, kde se zvolení zástupci vojáků rozhodli, že nebudou poslouchat rozkazy Rady, pokud budou v rozporu s odjezdem do Vladivostoku. Přítomným členům Rady nezbylo, než vůli vojáků podpořit. Pozdě večer 20. května dal Trockij zatknout předsedu Národní rady v Moskvě Prokopa Maxu a přinutil ho odeslat telegram s příkazem k odzbrojení Legií a s vložením důvěry v bolševiky a Rudou armádu. Odpovědí na tento rozkaz bylo oznámení Legií, že Rada, Maxa ani stávající vojenské velení Sboru (ruský generál Šokorov) už nejsou vedením Československého sboru, výkonnou moc převzal zvolený Provizorní výkonný výbor (velitelé pluků Gajda, Čeček, Vojcechovský, 4 členové Rady a 4 zvolení zástupci vojáků legií, předsedou zvolen Bohdan Pavlů). Čs. legie ale Moskvu opět ujistily, že se nebudou vměšovat do vnitřních záležitostí Ruska a že s bolševiky budou spolupracovat na průjezdu do Vladivostoku. Trockij ovšem rozkázal rozpuštění nebo zničení Legií (není přitom jasné, jestli byl Trockij tak rychle informován o dění na sjezdu 20. května, nebo postupoval nezávisle).

### Boj s Rudou armádou

Bojový prapor úderného praporu československých legií udělen jednotce 2. února 1919 v Jekatěrinburgu

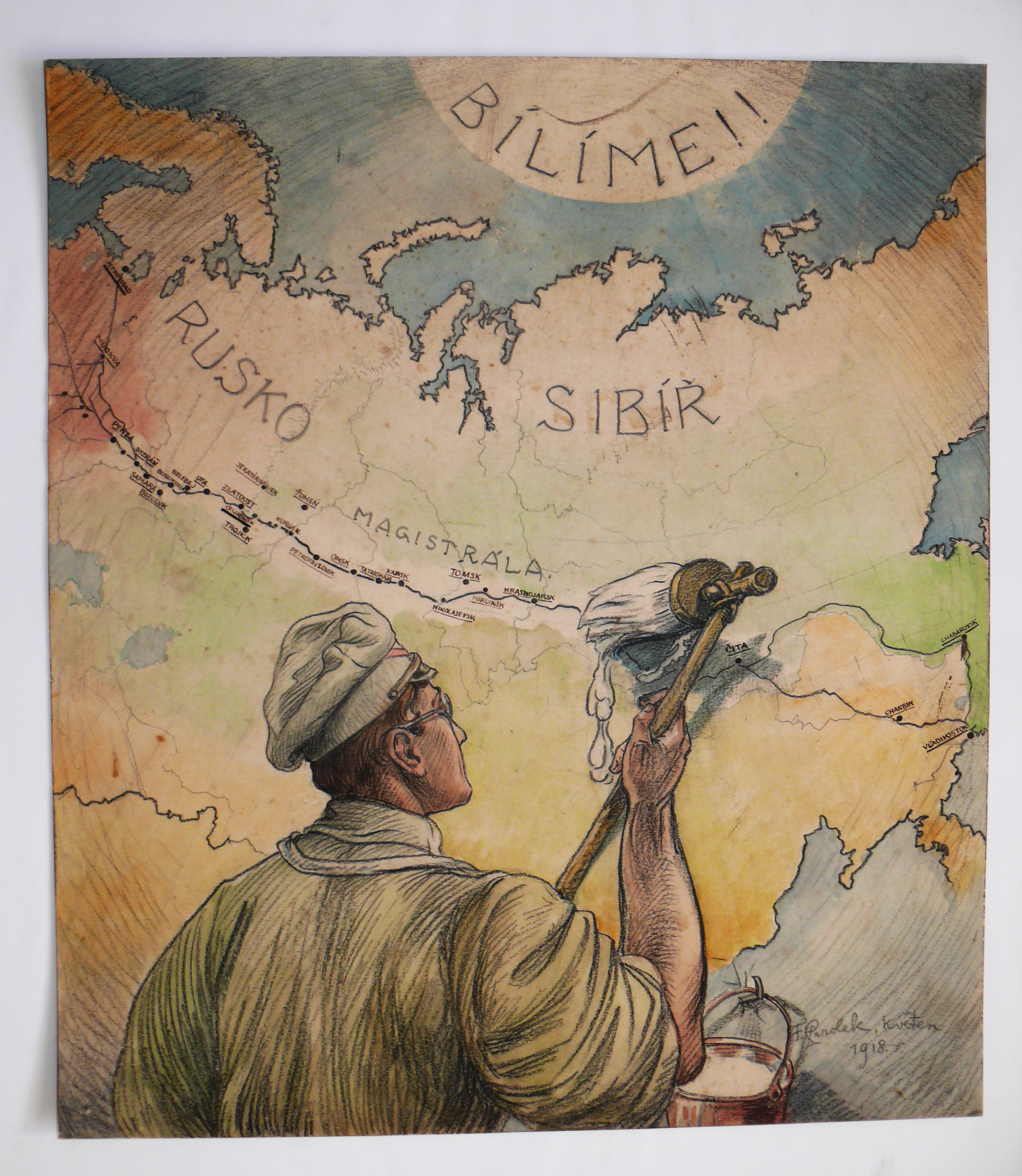
Bílíme!! Obraz od Františka Parolka z května 1918

25. května 1918 vypukly boje – bolševici zaútočili proti čs. vlaku na stanici Marianovka nedaleko města Omsk.V noci začal protiútok Legií. Legionáři, dost často beze zbraní, zaútočili na kasárny a sklady bolševiků a po vyzbrojení převzali kontrolu nad klíčovými body Transsibiřské magistrály. Útoky nebyly zamířeny proti bolševickým sovětům, ti ale většinou uprchli. Začaly tvrdé boje obzvlášť s Němci a Maďary, tvořícími většinu Rudé armády. Trockij využil dokonce Spojence, aby zpomalili nástup legií a umožnili Rudým mobilizovat a Legie rozdrtit. Boje byly kruté, čs. vojáci zajaté bolševiky rozdělovali – Rusy obvykle propouštěli, Maďary, Němce a čs. bolševiky, kteří proti Legiím bojovali, obvykle popravili. Ti, kteří byli zajati bez boje, byli drženi ve vězení do odjezdu Legií z daného místa a pak byli propuštěni. Vzhledem k Ženevským konvencím[zdroj⁠?!] bylo střílení zajatců zločinem, ale v květnu 1918 měli za sebou čs. legionáři mnoho bojů, kdy se k nim protivník choval stejně (zavraždění plukovníka Ušakova na magistrále), a byli svědky mnoha zločinů bolševiků, Maďarů a Němců proti bezbrannému ruskému civilnímu obyvatelstvu. Legionáři při své sibiřské anabázi aktivně používali pancéřové vlaky (např. vlak Orlík).
Pod tlakem dalších událostí, které vrcholí výše zmíněným Čeljabinským incidentem a požadavkem na odevzdání zbraní, došlo k bojům mezi legiemi a bolševiky na Sibiři a v Povolží, např. střetnutí po napadení štábního vlaku u Zlatoustu, u Marianovky, u Mariinska, dobytí Uljanovsku (tehdy Simbirska), bitva u Lipjag, u Beznčuku (Bezenčuk), obléhání Irkutsku, bitva o Murino a Perm, které byly vždy vítězné a trvaly téměř po celou dobu přesunu do Vladivostoku (do 7. února 1920).
Československé legie dobyly 30. května 1918 Penzu a Syzraň, 8. června Samaru, 23. června město Ufa, 25. července Jekatěrinburg a 6. srpna (společně s bílými) Kazaň. V Kazani převzali českoslovenští legionáři zlatý ruský státní poklad obrovské hodnoty. V Ufě byla vytvořená Ruská provizorní vláda a nejvyšším velitelem bílých byl jmenován admirál Alexandr Vasiljevič Kolčak. Poklad později předali Kolčakovi (který jej poněkud zmenšil výplatami svých vojsk). Na výzvu spojeneckého velení se pak dostal zlatý poklad pod ochranu legionářů ještě jednou.
Štefánik po ustavení ČSR přijel transformovat dobrovolnickou legionářskou armádu na pravidelnou státní armádu s ostře antikomunistickým kursem v souladu se spojeneckými státy Dohody (rozkaz č. 588).
Zde se začal projevovat konflikt zájmů mužstva a poddůstojníků, kteří se politicky cítili více vlevo a důstojnického sboru, který byl nakloněn politicky spíše vpravo (Gajda se stal později dokonce fašistou). 
Štefánikem jmenovaný plnomocník Girsa zastával tvrdý postup a odpor mužstva k boji v intervenčních jednotkách za cizí zájmy vykládal jako vzpouru, kterou chtěl potlačit. Nenašel však nikoho, kdo by proti rotním důvěrníkům zasáhl a tak se v Jekatěrinburgu uskutečnil zakázaný sjezd legií, kde důvěrníci odhlasovali nesouhlas s účastí legií v intervenčních armádách (především Kolčakově).
To bylo nakonec v souladu s Masarykem proklamovanou neutralitou ve vnitřních konfliktech v Rusku.
Po různých sporech se nakonec důvěrníci nechali bez odporu internovat na ostrově Gornostaj u Vladivostoku. Mělo být soudně rozhodnuto po návratu do ČSR.

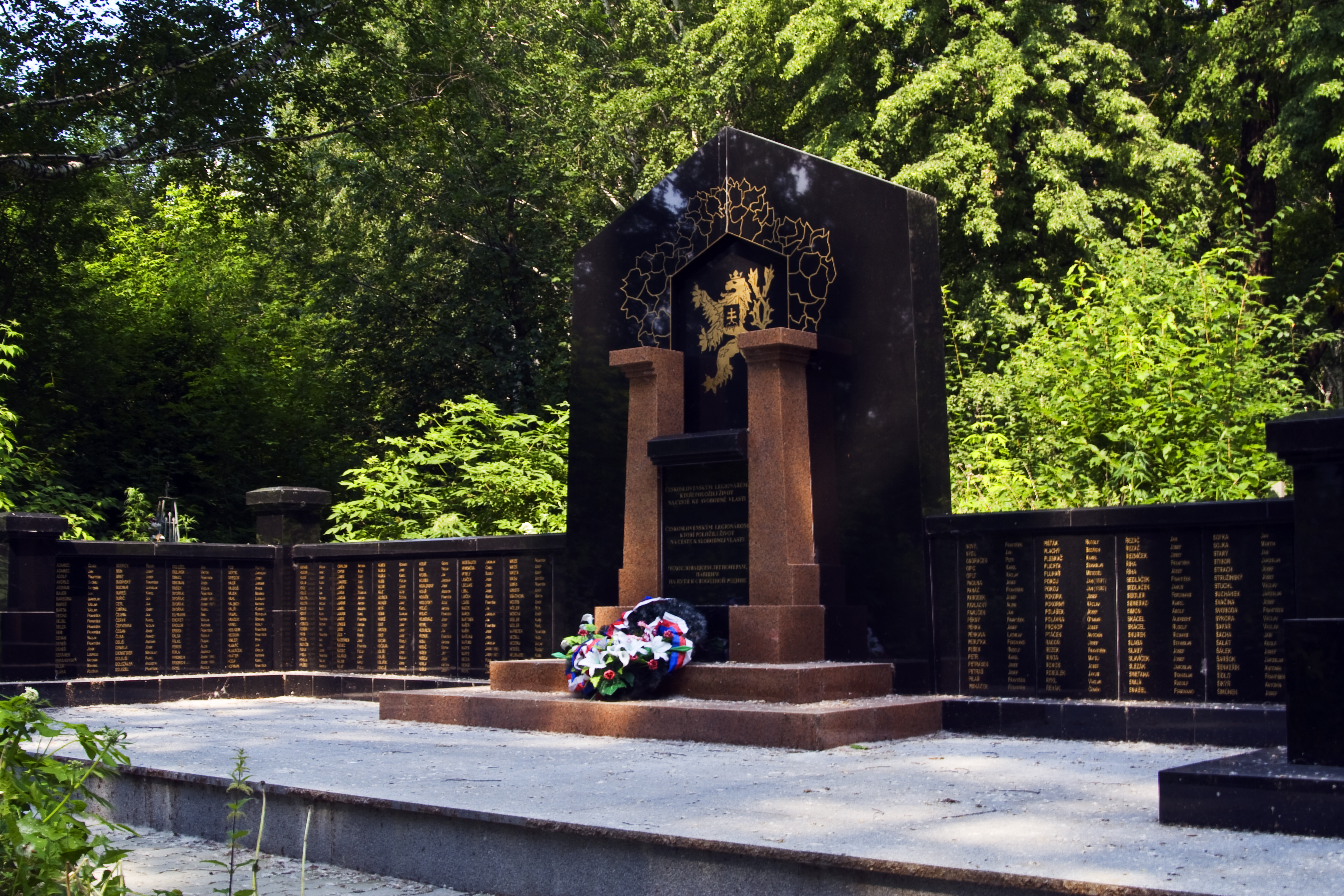
Pomník československým legionářům v Jekatěrinburgu v Rusku

Českoslovenští legionáři dobyli všechna velká města Sibiře i Jekatěrinburg, avšak cara Mikuláše II. a jeho rodinu se jim tam již zachránit ze zajetí nepodařilo, necelý týden před příchodem československých legií do města byla celá rodina vyvražděna na přímý příkaz rudých z Kremlu. Operace se rozšířily i mimo oblast transsibiřské magistrály, došlo k dalšímu přesunu jednotek přes Sibiř do Vladivostoku, přes vojenský odpor bolševiků. Legionáři museli kromě jiného v boji zničit i celou Golikovovu bolševickou armádu Centrosibiře, aby se podstatný zbytek vojsk dostal za Bajkal. Gajdovi muži po šesti týdnech nelítostných bojů s Němci dokázali obsadit 39 ze 40 tunelů v okolí Bajkalu dřív, než je bolševici stihli vyhodit do vzduchu (podminovávali je v dubnu němečtí ženisté vedení bolševiky, což legionáři nevěřícně sledovali). Tím byla magistrála udržena průjezdná, klíčový faktor propojení všech jednotek Čs. sboru rozmístěných od Penzy a Volhy až po Vladivostok v délce 8000 km. O vzniku Československa se legionáři dozvěděli se zpožděním několika týdnů.
Ve Vladivostoku neměli legionáři s bolševiky žádné problémy a teprve po vypuknutí bojů převzaly Legie kontrolu nad Vladivostokem. Z Vladivostoku se na spojeneckých lodích i na prvních československých, které zakoupil TECHOD (technické oddělení legií) v Japonsku (první československá loď Legie), dopravily do Československa.

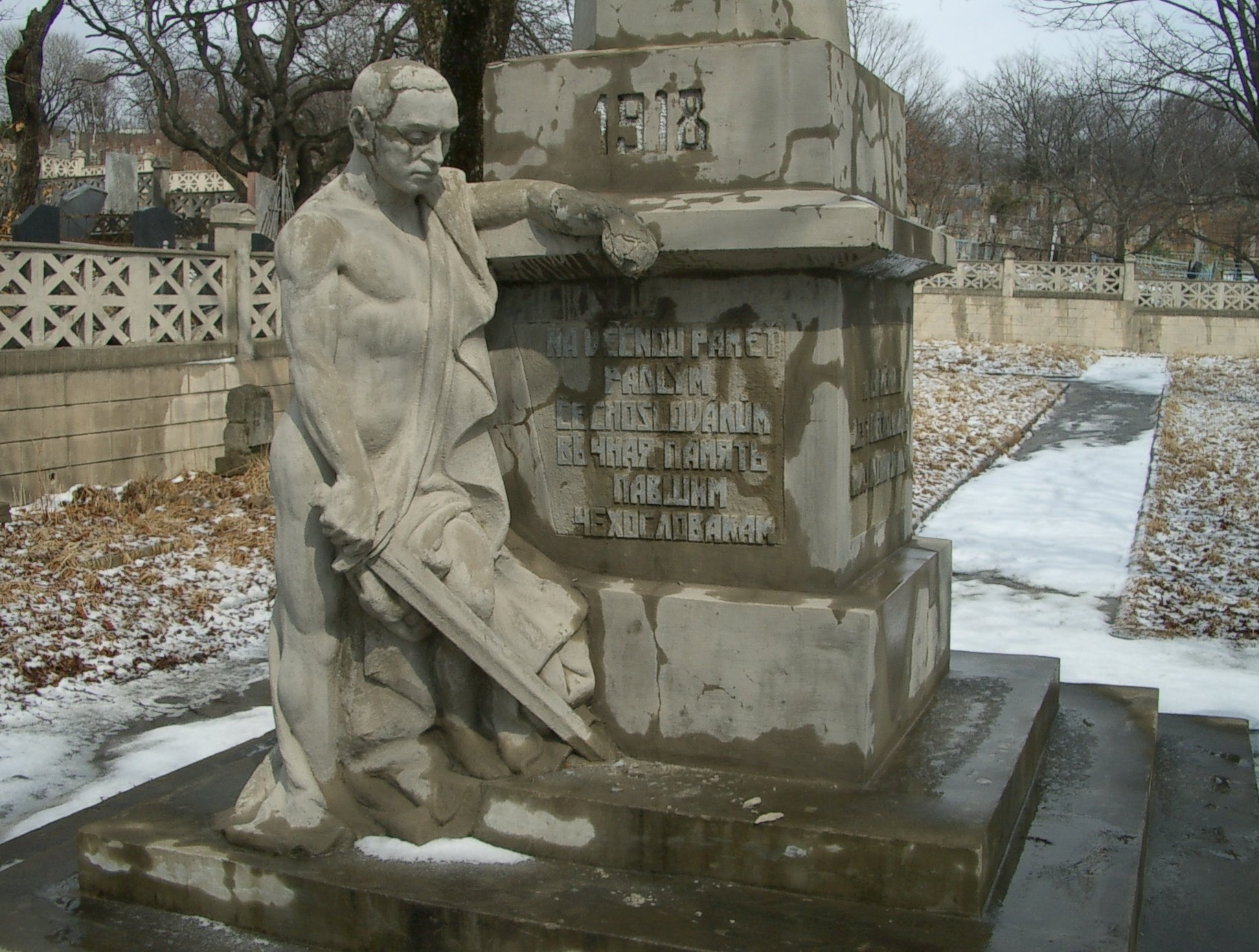
Pohřebiště československých legionářů ve Vladivostoku v Rusku

Vlády spojeneckých států (Francie, Velké Británie, USA) plánovaly československé legionáře ponechat na Rusi a vytvořit z nich jádro intervenčních sil, které by zasáhly proti bolševismu. Plynulo to z toho, že Československé legie kontrolovaly podstatnou část Sibiře – konkrétně oblast okolo jižního Uralu – a byly jedinou dobře organizovanou spojeneckou silou v Rusku. Jejich velení podléhalo Francii a nejvyšším velitelem byl generál Maurice Janin, který vydal i rozhodnutí k ochraně Kolčakova vlaku. Posily spojenců, které do Vladivostoku dorazily, však byly pouze symbolické. Převážně se v pomoci legiím angažovala americká YMCA, Japonci a asi 10 000 Angličanů, Francouzů a Číňanů. Z plánované intervence tedy sešlo. Japonci pomohli Čechům a Slovákům při obsazování železničních uzlů nad Vladivostokem a při bojích na Ussuri i dobytí Chabarovska. Následně však vzhledem k vývoji událostí došlo k ústupu legií dvěma cestami: z Vladivostoku lodí do Ameriky, vlakem přes kontinent a lodí dále do Evropy, či jižní cestou přes Japonsko, Hongkong, Cejlon, Suezský průplav do italského Terstu, velké americké, původně německé lodi President Grant a Amerika urychlily evakuaci. Posledním transportem byla americká loď Heffron 2. září 1920. Někteří českoslovenští legionáři umírali ještě při námořním přesunu a spočívají na dně Indického a Tichého oceánu.

### Evakuace
Celkem bylo z Vladivostoku vypraveno 36 transportů.
| Země                            | Počet  | Procento |
| ------------------------------- | ------ | -------- |
| USA (dohodnuto 50 %)            | 36 026 | 53 %     |
| Velká Británie (dohodnuto 25 %) | 16 956 | 25 %     |
| ČSR*, jiní spojenci (25 %)      | 14 921 | 22 %     |
| *z toho Centrokomise            | 9683   | 14,3 %   |

- Spojenci poskytli 21 lodí, 12 lodí Spojené státy, 9 lodí Velká Británie. Dvě lodě poskytl americký červený kříž. Lodě „President Grant“ a „Heffron“ prodělaly celou či částečnou cestu dvakrát.
- 12 lodí najala Centrokomise, odvezeno bylo 9683 lidí. Pro náklad byly najaty dvě japonské lodě a jedna ruská. Pro převoz lidí byly nakoupeny či pronajaty lodě převážně v Japonsku (7), v Číně (1) a v Rusku (1). První loď vypravená Centrokomisí byla japonská „Liverpool-Maru“, vyplula 8. července 1919. Pravidelný odvoz legionářů i částečně invalidů byl zahájen transportem 1. pluku 9. prosince 1919 na „Jonan-Maru“. Poslední loď s lidmi byla „Nižni Novgorod“, která odplula 13. února 1920. Poslední loď s nákladem byla „Shunko-Maru“, ta odplula z Vladivostoku 14. května 1920.
- První lodí, která odvezla první sibiřské legionáře z Vladivostoku byla italská „Roma“ 15. ledna 1919 a poslední byla „Heffron“ 2. září 1920. První lodě pluly do Neapole a Marseille. Další propluly Panamským průplavem, jiné do Severní Ameriky, další do Kanady s konečným přístavem Hamburk. Celá evakuace trvala 1 rok a 8 měsíců.

Některé z transportních lodí
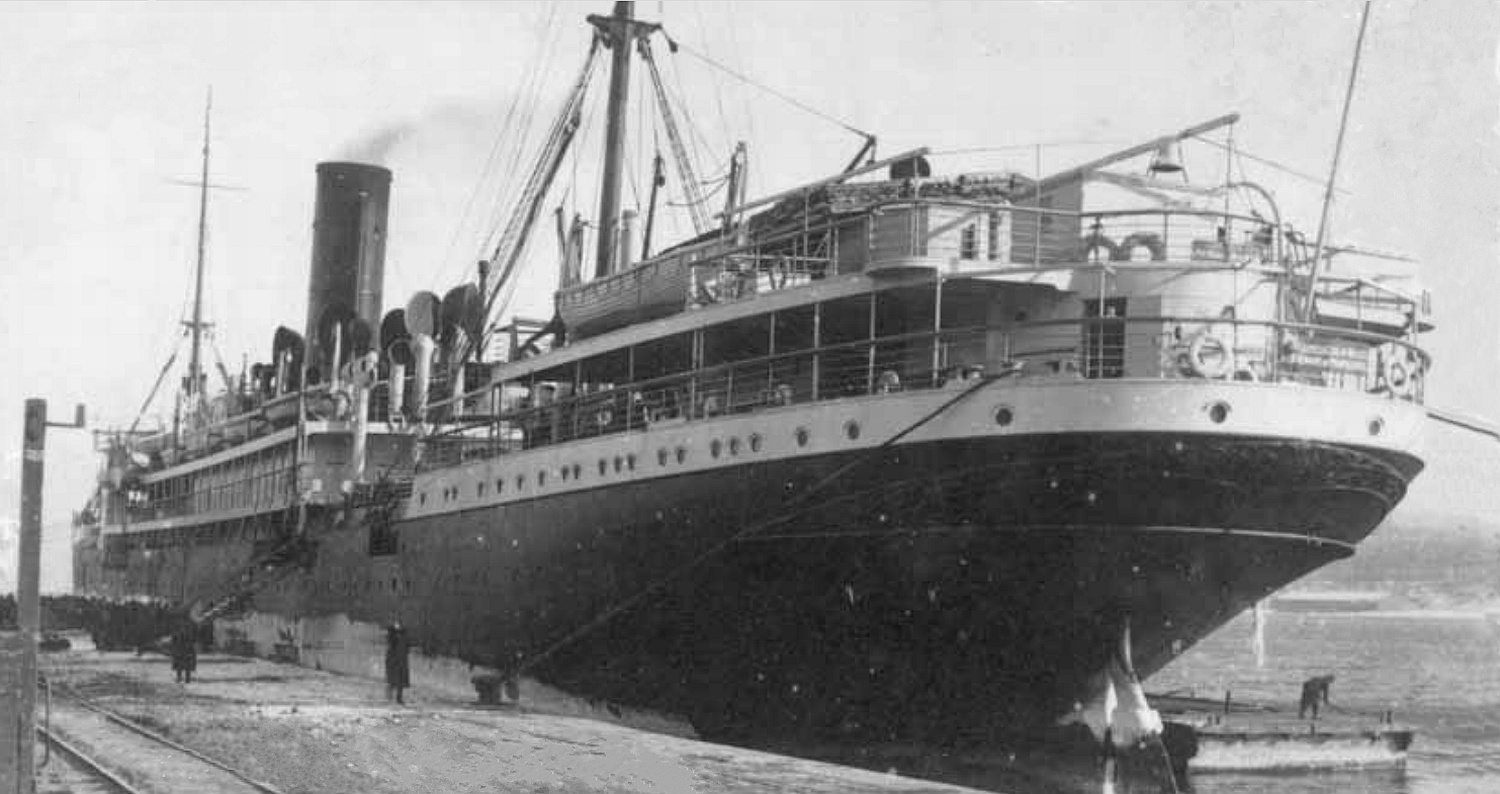
Portugalský zaoceánský parník SS Trás-os-Montes
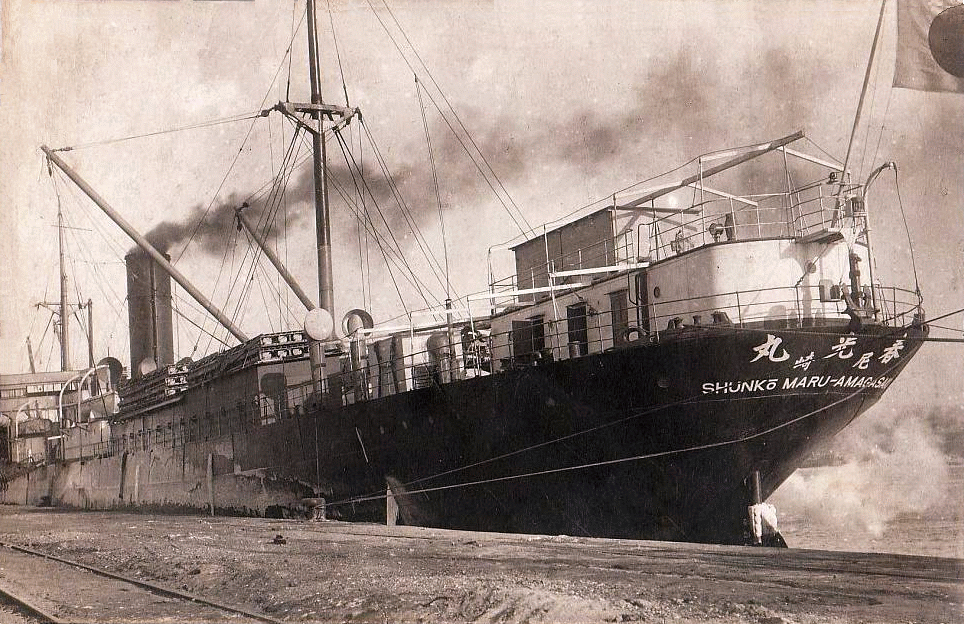
Japonská loď Shunko-Maru
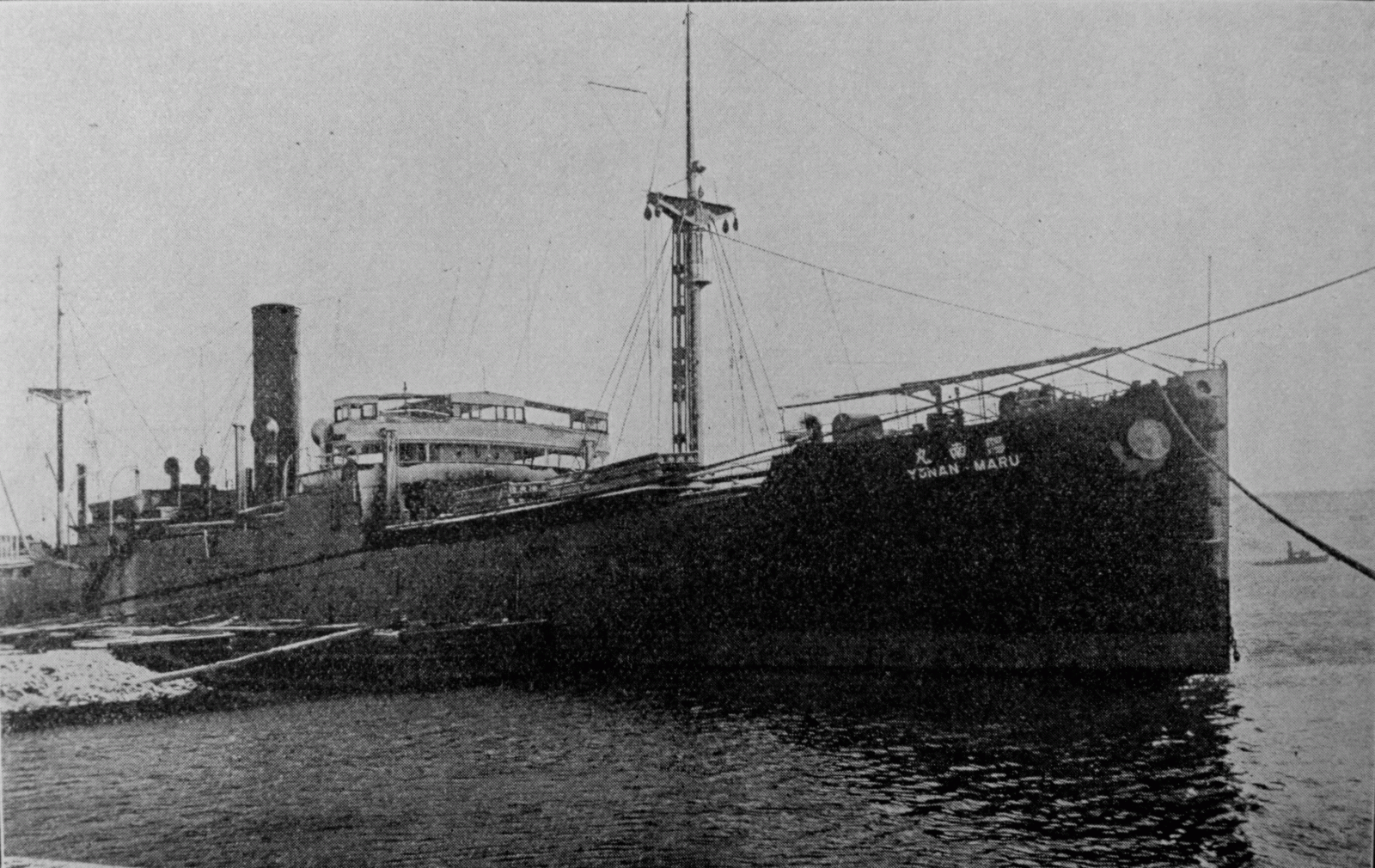
Japonská loď Yonan-Maru
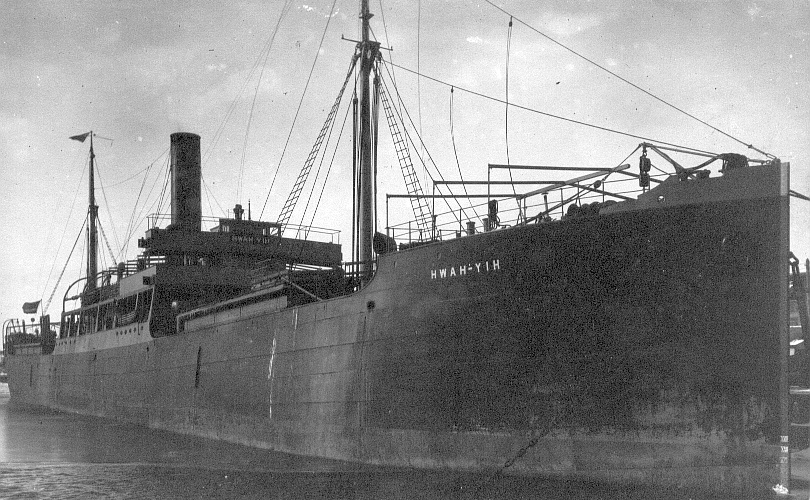
Loď Silesia (Hvah-Yih)
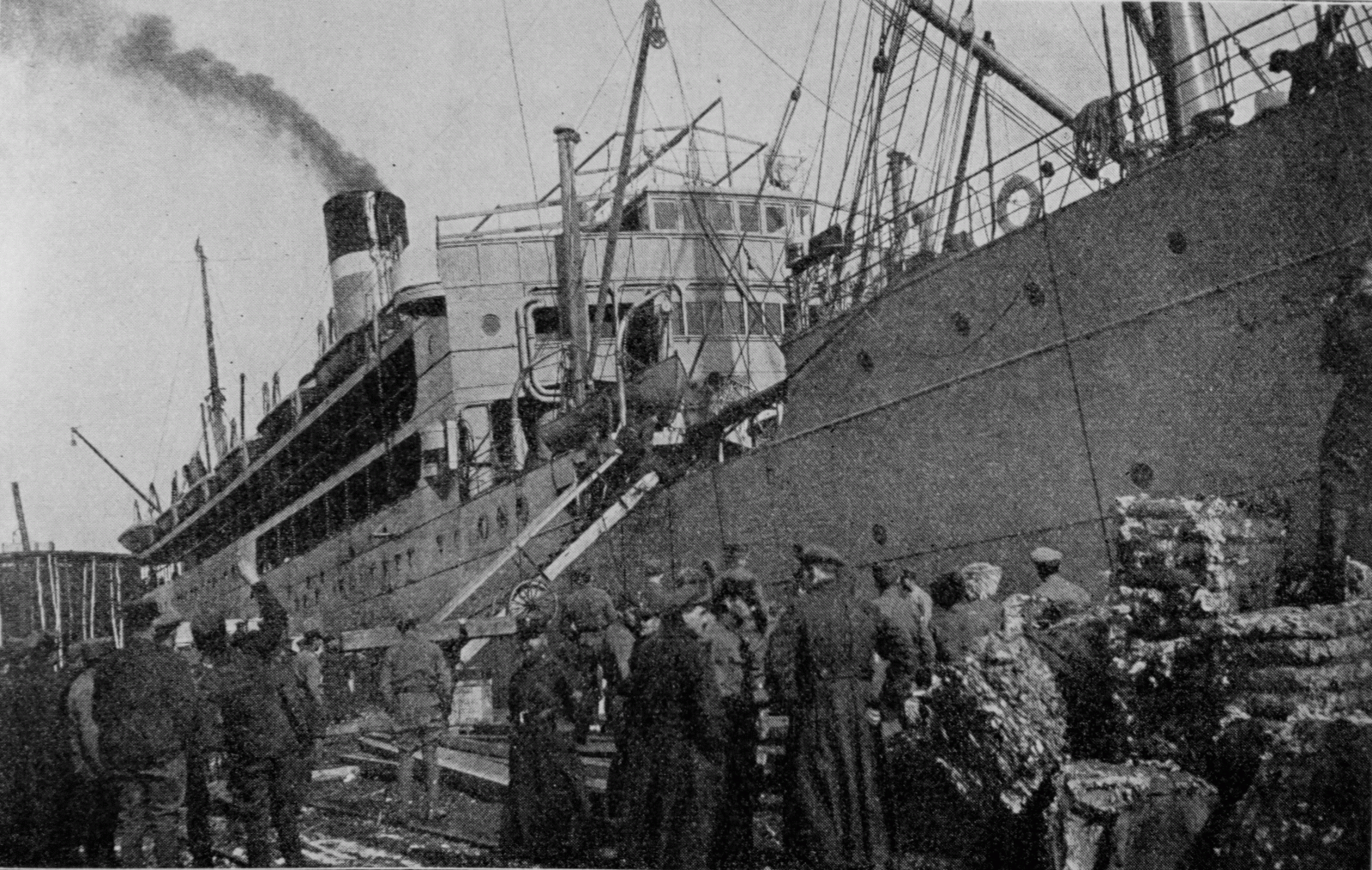
Americká loď Madawaska
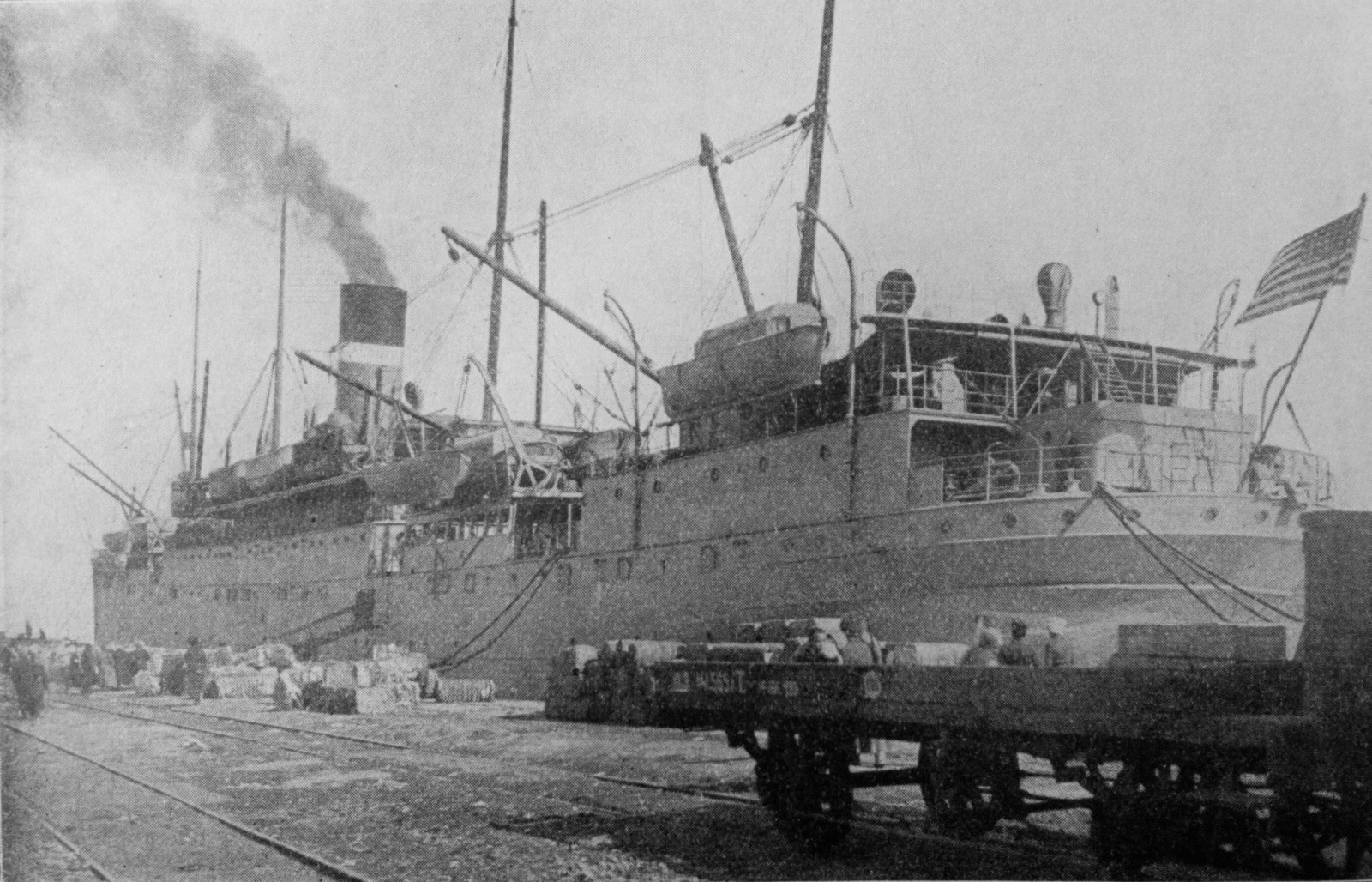
Americká loď Sheridan
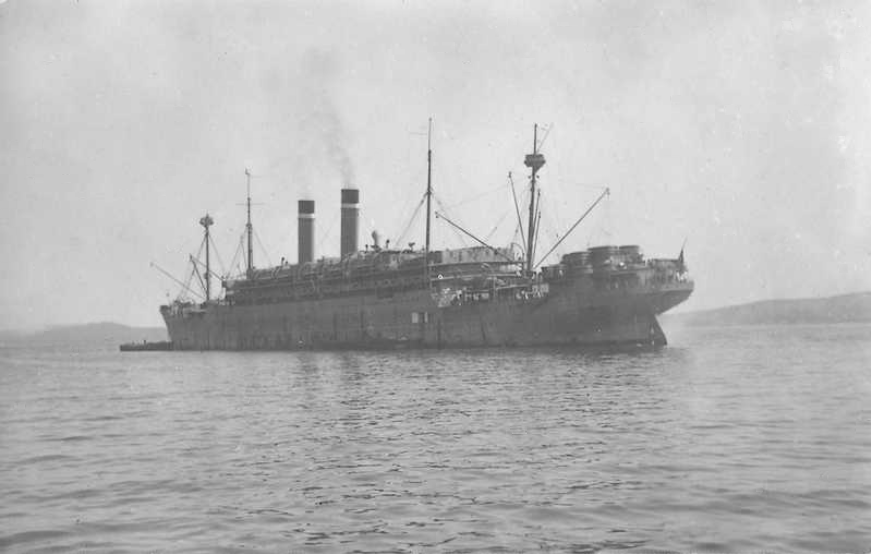
Americká loď S.S. America
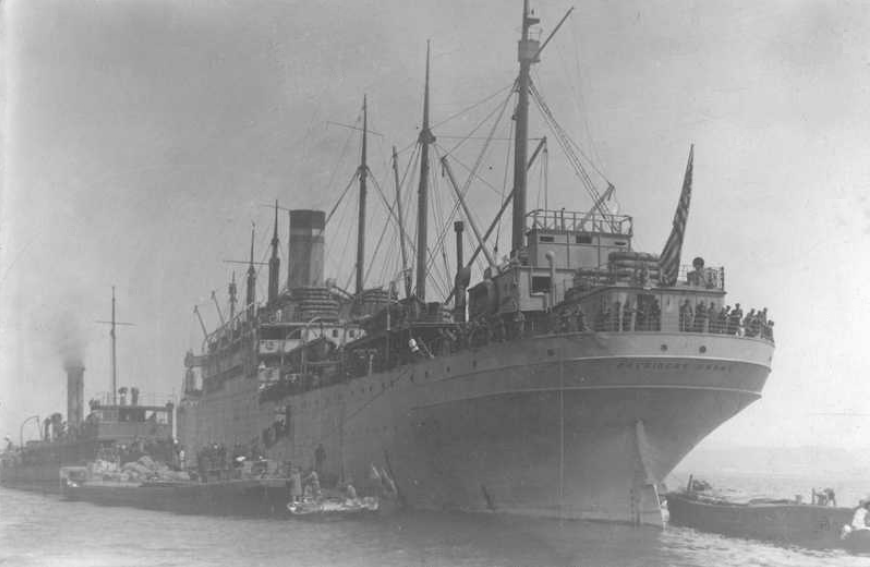
Americká loď S.S. President Grant
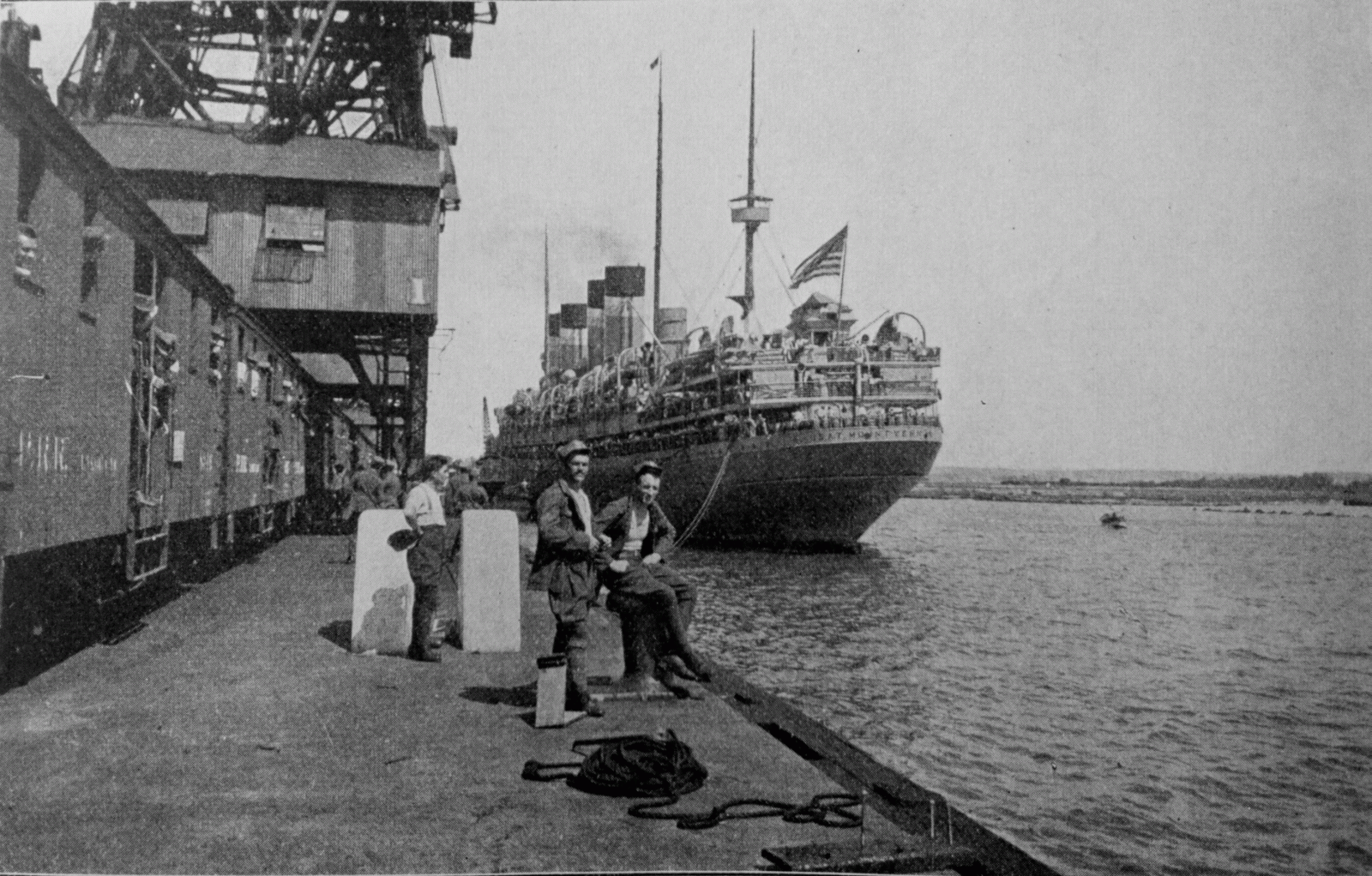
Americká loď Mount Vernon
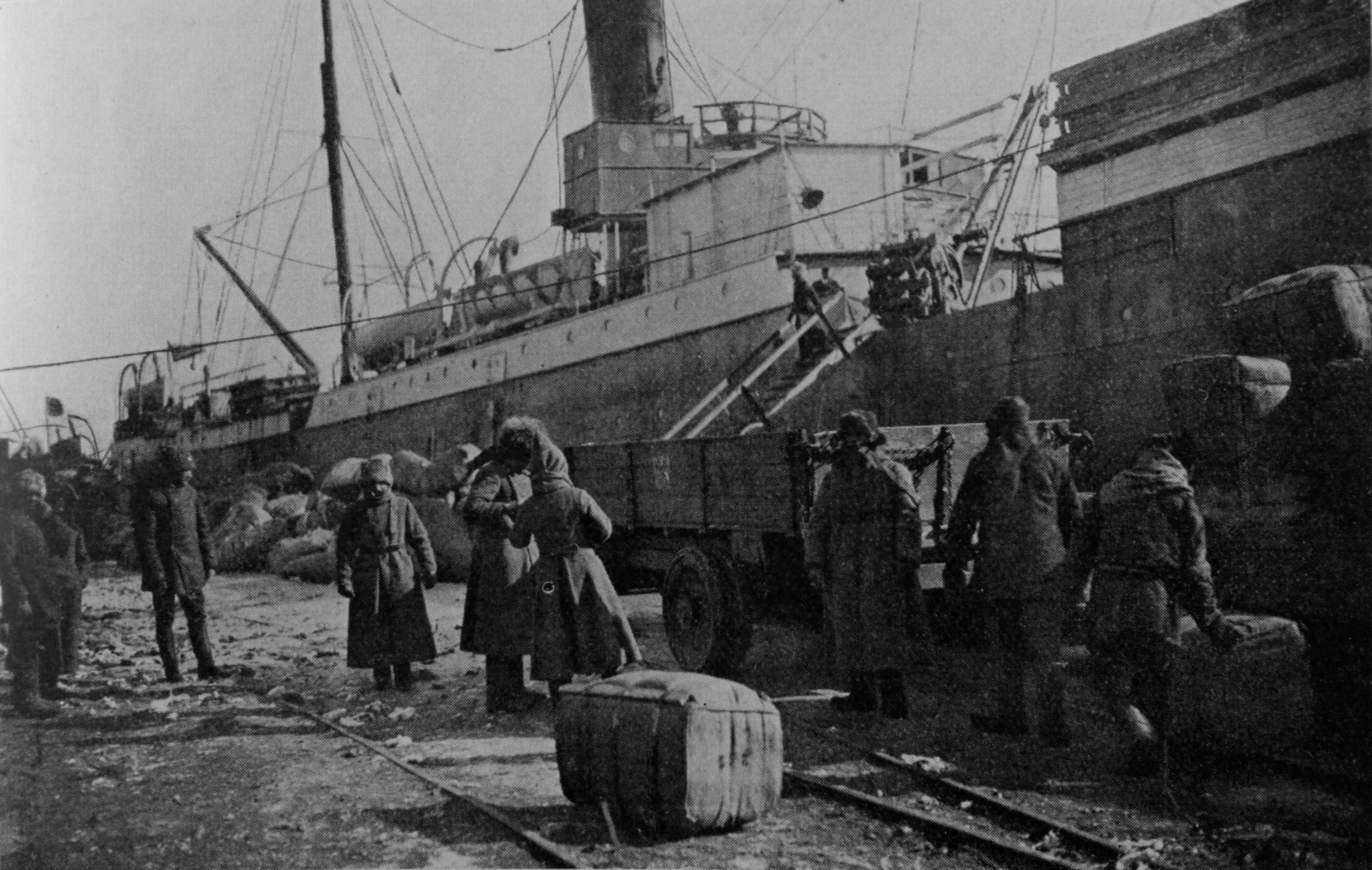
Ruská loď Nižnij Novgorod
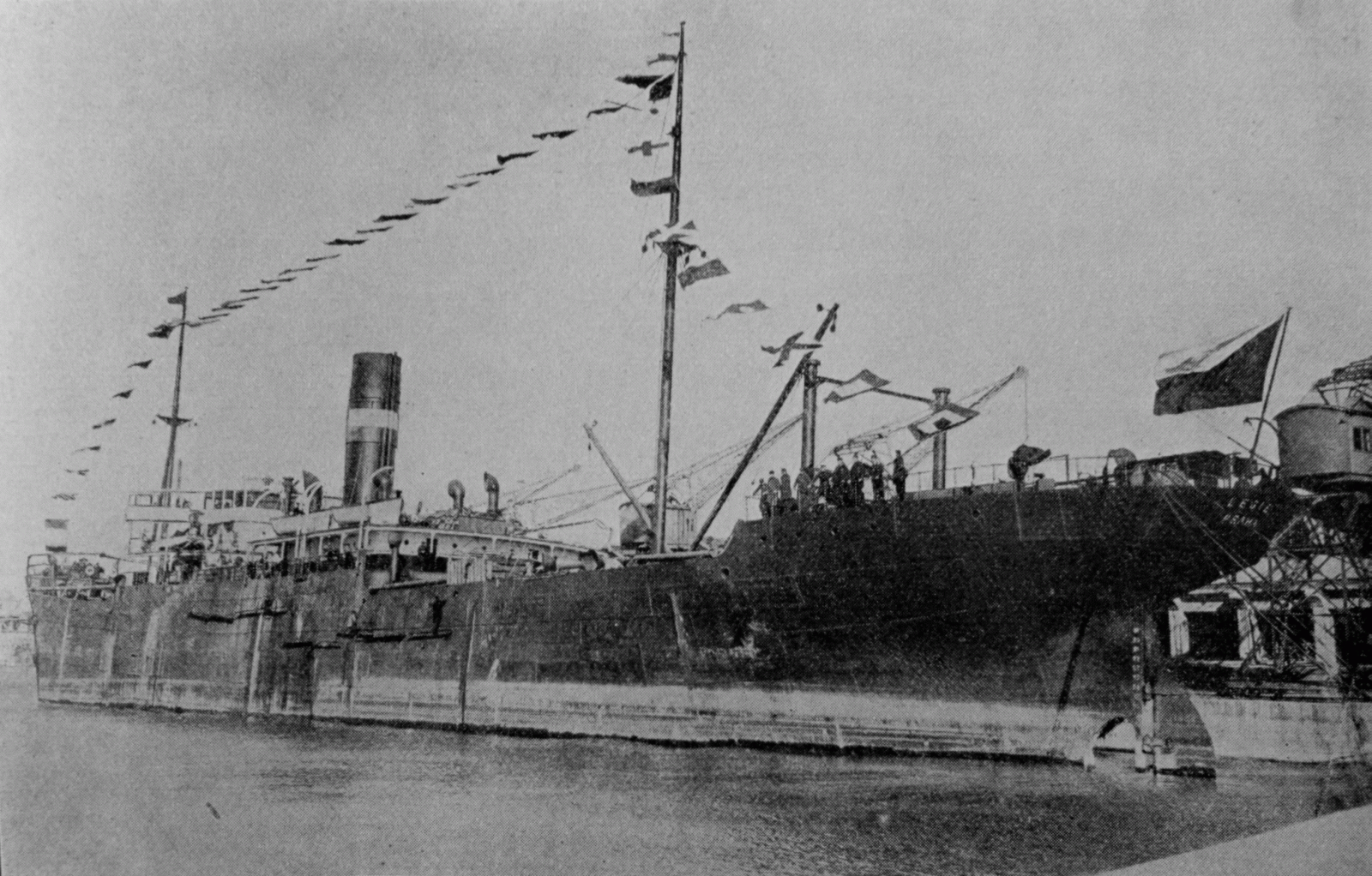
Československá loď Legie
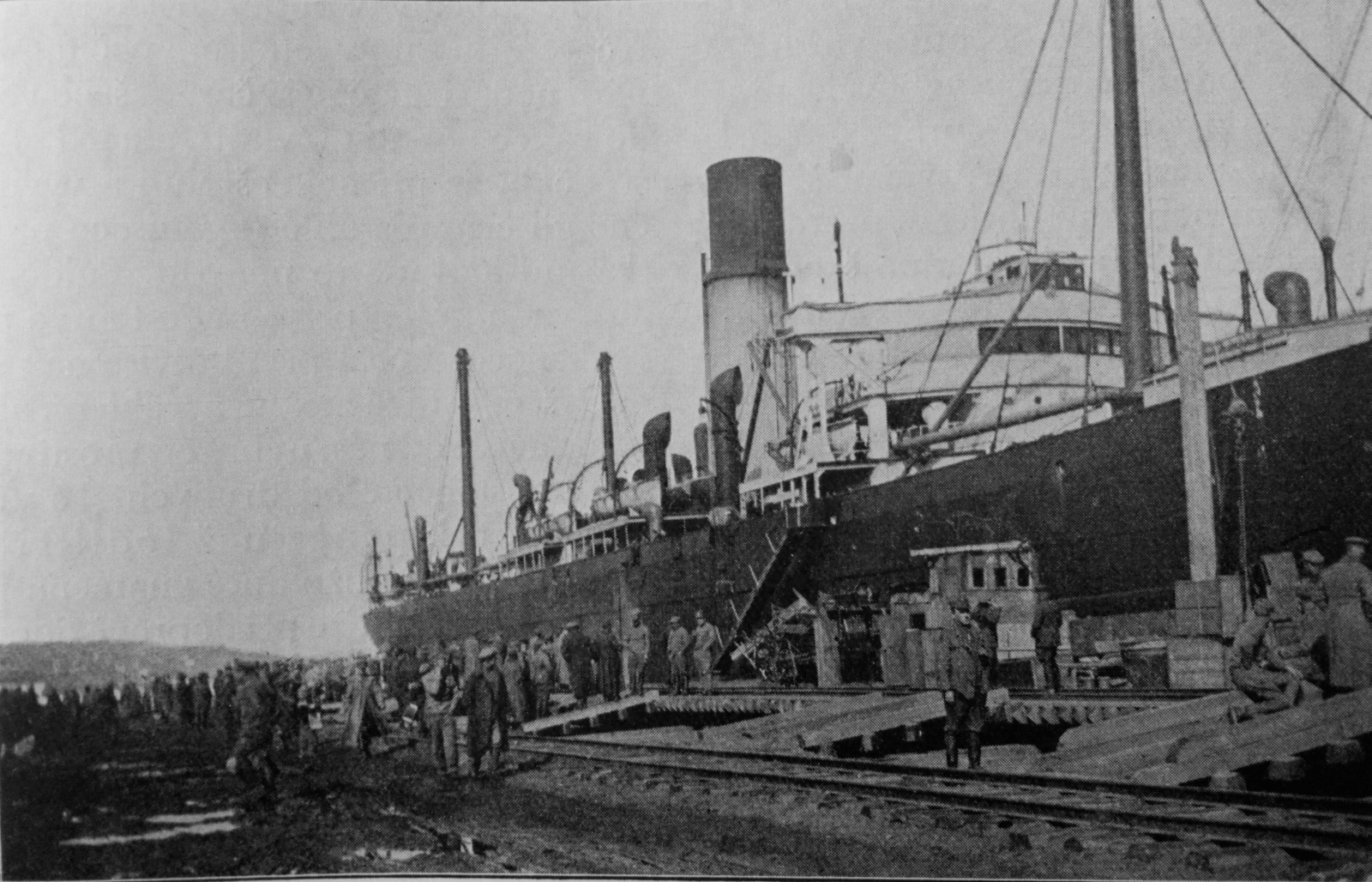
Loď Titan
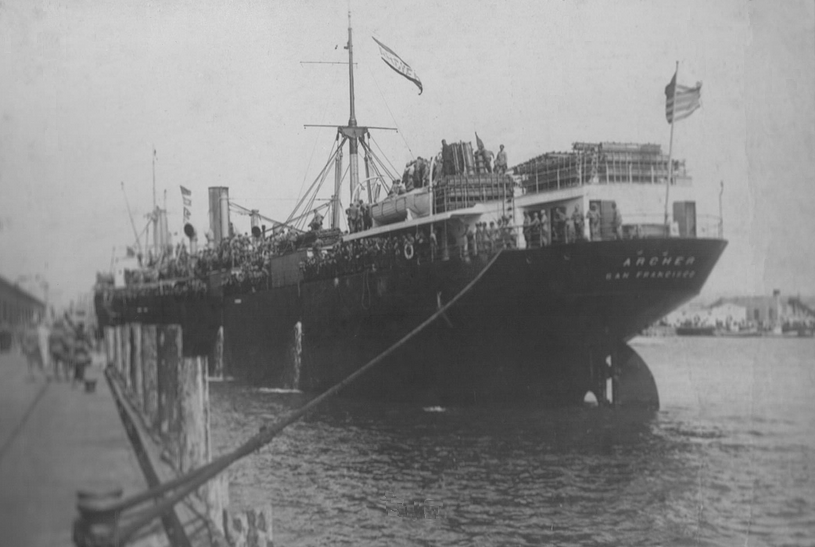
Loď Archer

| Loď             | Země                         | Počet     | Odjezd (Vladivostok)      | Příjezd (přístav)                 |
| --------------- | ---------------------------- | --------- | ------------------------- | --------------------------------- |
| Roma            | Itálie                       | 139       | 15. 1. 1919               | 10. 3. 1919 Neapol                |
| Liverpool Maru  | Centrokomise (ČSR)           | 139       | 9. 7. 1919                | 12. 9. 1919 Marseille             |
| Nižnij Novgorod | Rusko                        | 664       | 13. 2. 1920               | 8. 4. 1920 Terst                  |
| Mount Vernon    | pův. Německo, USA            | 3452      | 13. 4. 1920               | 6. 6. 1920 Terst                  |
| Amerika         | pův. Německo, USA            | 6478      | 23. 4. 1920               | 7. 6. 1920 Terst                  |
| President Grant | pův. Německo, USA            | 5471      | 27. 4. 1920 a 24. 8. 1920 | 12. 6. 1920 a 13. 10. 1920 Terst  |
| Ixion           | pův. Německo, Velká Británie | 2945      | 23. 5. 1920               | 17. 7. 1920 Cuxhaven              |
| M. S. Dollar    | pův. Německo, Velká Británie | 3427      | 6. 6. 1920                | 20. 7. 1920 Cuxhaven              |
| Legie           | pův. Japonsko, ČSR           | 70 či 87  | 24. 8. 1920               | 12. 10. 1920 Terst                |
| Heffron         | USA                          | 720 a 875 | 13. 8. 1919 a 2. 9. 1920  | 17. 12. 1919 a 11. 11. 1920 Terst |

#### Průběh plavby

Příslušníci 6. střeleckého pluku Československých legií na cestě z Terstu do vlasti

Směr plavby vojenských transportů (včetně těch s invalidy) byl dvojí: buď okolo čínských, indických a arabsko-egyptských břehů a Suezským průplavem do italského Terstu, nebo okolo Japonska, přes Tichý oceán a dále přes Ameriku, a to buď Panamským průplavem, nebo železnicí z Vancouveru přes celou Kanadu nebo ze San Franciska přes Spojené státy k Atlantskému oceánu. Poté následoval transport do některého z přístavů ve Francii, Itálii nebo Německu. Většinou transporty volily první cestu. Lodě byly zpočátku používány nákladní, a tak neposkytovaly příliš mnoho pohodlí, později se jednalo již o civilní lodě, které patřily původně Německu. Pod novou československou vlajkou plula pouze loď Legie. V přístavech budila nová československá vlajka rozruch. Českoslovenští legionáři tak plnili i jistou mezinárodní diplomatickou misi. Propagovali v přístavech českou hudbu, sokolský tělocvik a sport. Konaly se s velkým úspěchem koncerty vojenských kapel, například velký úspěch sklidila legionářská filharmonie v Singapuru a byla pořádána mezinárodní utkání s místními sportovci, hlavně anglickými fotbalisty, kteří byli několikrát poraženi i přes špatnou lodní stravu a nedostatek tréninku legionářů (utkání proběhla v Kolombu na Srílance, Hongkongu, kde došlo ke slavnému vítězství 3:2 nad mistrem východní Asie a v kanadském Québecu – zisk poháru). Na parníku byly tištěny také Lodní noviny, které obsahovaly technické údaje (jakou vzdálenost loď již urazila), aktuality z lodního života a novinky zachycené radiotelegrafistou. Na lodi „President Grant“ pracovala kuchyně i pekárna v nepřetržitém provozu. Vážnou havárii měla pouze loď „Heffron“ u japonských břehů, jelikož její kapitán nečekal na lodivoda a loď skončila na skále. Loď se ale podařilo v krátké době opravit.
| Loď         | Popis havárie                                                                  | Počet mrtvých |
| ----------- | ------------------------------------------------------------------------------ | ------------- |
| Heffron     | vážná havárie u Japonska, ztroskotání vlivem opilosti kapitána                 | 0             |
| Mont Vernon | havárie u Ameriky                                                              | 0             |
| Logan       | najel na písčinu u Vladivostoku                                                | 0             |
| Amerika     | 31. 5. otrava zkaženým jídlem v Suezu, 2. 6. v Port Saidu srážka s lodí Morabo | 0             |

Evakuaci řídil Evakuační úřad československého vojska na Rusi. Cizinci (cizí spojenečtí vojáci, kurýři, civilní pasažéři) si museli cestu hradit. Zajatci (Maďarové, Rakušané a Němci) si cestu také museli hradit, většinou je doprovázel americký ozbrojený doprovod. Organizace převozu evakuovaných z Terstu byla řízena Centrokomisí (br. Štěrba). Po skončení evakuace se dále shromažďovali čsl. občané žijící v Rusku, dobrovolníci, kteří vystoupili z legií, aj. Odvezeni byli během druhé cesty lodě „Legie“ či transporty organizovanými mezinárodním Červeným křížem. Na každou loď byli procentuálně přidělováni k vojákům také čsl. občané (například bývalí kolonisté apod.)
| Evakuovaní                     | Počet  | Procenta |
| ------------------------------ | ------ | -------- |
| Poddůstojníci a vojáci         | 53 455 | 78,9 %   |
| Důstojníci a voj. úředníci     | 3 004  | 4,4 %    |
| Občané (krajané, býv. zajatci) | 6 714  | 9,6 %    |
| Ženy (vojáků i občanů)         | 1 716  | 2,5 %    |
| Děti (vojáků i občanů)         | 717    | 1,3 %    |
| Cizinci                        | 1 935  | 2,9 %    |
| Různí (nezl. dobrovolníci)     | 189    | 0,3 %    |

#### Loď Legie
Loď „Legie“ koupená za peníze vojáků v Japonsku byla historicky první zámořská loď plující pod československou vlajkou. Z Vladivostoku do Singapuru plula nepojištěna, jelikož se nenašla pojišťovna, která by byla ochotna 1. československou loď a 1. československou posádku bez zkoušky pojistit. Loď byla určena pro obchodní styky Československa s Dálným Východem a Asií. Byla zakoupena v přístavu Kóbe na japonském ostrově Honšú a nesla název „Taikai Maru“. Přejmenována byla na Legii, návrhy byly také názvy jako Siberie, Sibirjak či Šíp.

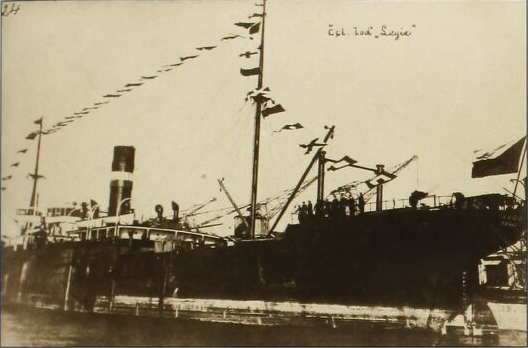
Loď Legie

Ředitel pražské Legiobanky František Šíp se s majorem a námořním důstojníkem Josefem Holubem spojili s japonskou firmou Uchida, která byla majitelem Taikai Maru. Obchodní cestu s majorem Holubem podnikli ještě inženýři Hulín a Parfus. Později do Japonska přijel i Šíp dokončit formální stránky obchodu. Centrokomise loď poté zakoupila za 40 milionů tehdejších korun. Taikai Maru měla za sebou do té doby pouze jednu plavbu. První plavbu pod čsl. vlajkou Taikai Maru, tedy již Legie, zahájila ve Vladivostoku 24. srpna 1920. Pod českou vlajkou ale pluly již dříve, od roku 1918, pomocné parníky v přístavu Vladivostok (Smělčák, Blaník, Upocený aj.) což bylo realizováno i přes protesty spojenců, že česká vlajka není v lodním rejstříku. Této „flotile“ velel kapitán Hégr. První posádku Legie tvořili tři čeští námořní důstojníci: major Holub, poručík Béba a nadporučík Furvirth (všichni přijeli do Vladivostoku z Evropy), mužstvo bylo vybráno z námořního oddílu pracujícího na přístavních lodích ve Vladivostoku a specialisté pocházeli z různých částí čsl. armády v Rusku. Na místě prvního a druhého inženýra pracovali Rusové a také na místech telegrafistů, jelikož měli vyžadovanou licenci. Loď Legie z bezpečnostních důvodů byla vypravena z Vladivostoku současně s americkou lodí President Grant. Vezla většinou materiál – cargo, ale také koně, automobil, psy a dva medvědy.
Na podzim roku 1920 loď úspěšně dorazila do přistavu v Terstu. V roce 1920 pak přešla z majetku legionářů do vlastnictví Legiobanky. Prvním kapitánem byl Josef Holub, palubním důstojníkem byl kapitán a akademický malíř Jan Hakl či někdejší armádní pilot Václav Voseček, jako kadeti Bedřich Stožický, Jakub Frey, Bohumil Klos a Klement Benda. Loď Legie byla provozována později společně s rejdařstvím HAPAG v Hamburku. V roce 1930 se rozvinula hospodářská krize a Legiobanka si již nemohla dovolit provozovat námořní obchod, byla tedy prodána, roku 1933 zakoupena řeckým rejdařem Patrasem a přejmenována na Lilly. Během druhé světové války loď 9. března 1942 při cestě z Belfastu do Halifaxu zasáhlo loď torpédo německé ponorky a byla potopena.

##### Parník Sibirjak a ostatní
Legionářský parník Sibirjak se proslavil tím, že se zapojil do jediné československé námořní bitvy na jezeře Bajkal. Poslal ke dnu bolševický ozbrojený ledoborec Bajkal, který ostřeloval trať sibiřské magistrály, čímž komplikoval přesun legií vedených v tom úseku Radolou Gajdou do Vladivostoku. Legie získaly do svého držení parník Sibirjak, který zaútočil na ledoborec Bajkal a místní přístav, kde vyvolala palba paniku. Úspěšným střelcem, který trefil z kanónu Bajkal přímo „na komoru“ byl legionář Kolín.

##### Průběh bitvy na Bajkale
Útok vedl podplukovník Ušakov. Bolševici měli na bajkalském jezeře (Burjaté ho nazývají „Svaté moře“) značné loďstvo a dva ledoborce: Bajkal, který dříve převážel vlaky a menší a rychlejší ledoborec Angara. „Bajkalská bitva“ byla součástí bajkalské ofenzivy, podniknuté ve dnech 15. – 20. srpna. Hlavní boje se sváděly na trati mezi stanicemi Tanchoje a Posolská, vzdálených od sebe cca 100 km. V závěrečných bojích měla být převezena výprava obchvatného oddílu na třech malých člunech z irkutského břehu na druhou stranu jezera. Výpravu vedl ppl. Ušakov. Obchvatný oddíl přeplul šťastně přes jezero a pronikl ke stanici Posolská. Když došlo k ústupu bolševiků od Tanchoje k Posolské, byly ustupující oddíly ostřelovány lodními děly z jezera. Akce byla proti původnímu plánu improvizovaná, ale podařilo se zničit značnou část loďstva bolševiků a ledoborec (v té době nazývaný ledokol) Bajkal, který shořel. Ledoborec Angara se později vzdal. Ostatní lodě byly silně poničeny. Ppl. Ušakov byl později nešťastnou náhodou zajat a umučen bolševiky. Likvidace bajkalské fronty vedla ke spojení Gajdovy skupiny s „vladivostockou skupinou“ gen. Diterichse – 31. srpna na stanici Olovjané u řeky Ononu. Československé legie se do bitvy zapojily s „námořní flotilou“, kterou tvořil Sibirjak (říční parník) a československými legiemi opravené zastaralé a vyřazené parníky Fedosij a Burjat. Posádka ledoborce Bajkal považovala z počátku Sibirjak za loď vezoucí jim proviant. Ledoborec byl zničen jedinou, přesně mířenou ranou.

#### Lodě na Volze
Lodě legionářů na Volze se proslavily taktéž při dobytí čtvrtmilionové Kazaně 7.8.1918, kdy legionáři získali kontrolu nad celým ruským zlatým pokladem. Bojovou flotilu tvořily parníky „Methodij“ a menší „Amur“, osobní parníky „Karamzin“ a „Vasilij Lapšin“ a dále nákladní lodě opatřené děly. Velení na lodi se ujal podprapor. Pech. Motor a kormidlo bylo obaleno pytli a posádka chráněna balíky slámy. Útok vedl parník "Karamzin". Na střechu lodě byly umístěny kulomety (v té době nazývané "strojní puška"). Po úspěšných bitvách proti lodím bolševiků, které se na Volhu přemístily až z Finského zálivu, vrátily se legionářské lodi do přístavu Lajševo na řece Kama. Později po přítoku Volhy, řece Bělé se stáhly do Ufy. Akce se zúčastnily tři vlaky 2. pluku Jiřího z Poděbrad.

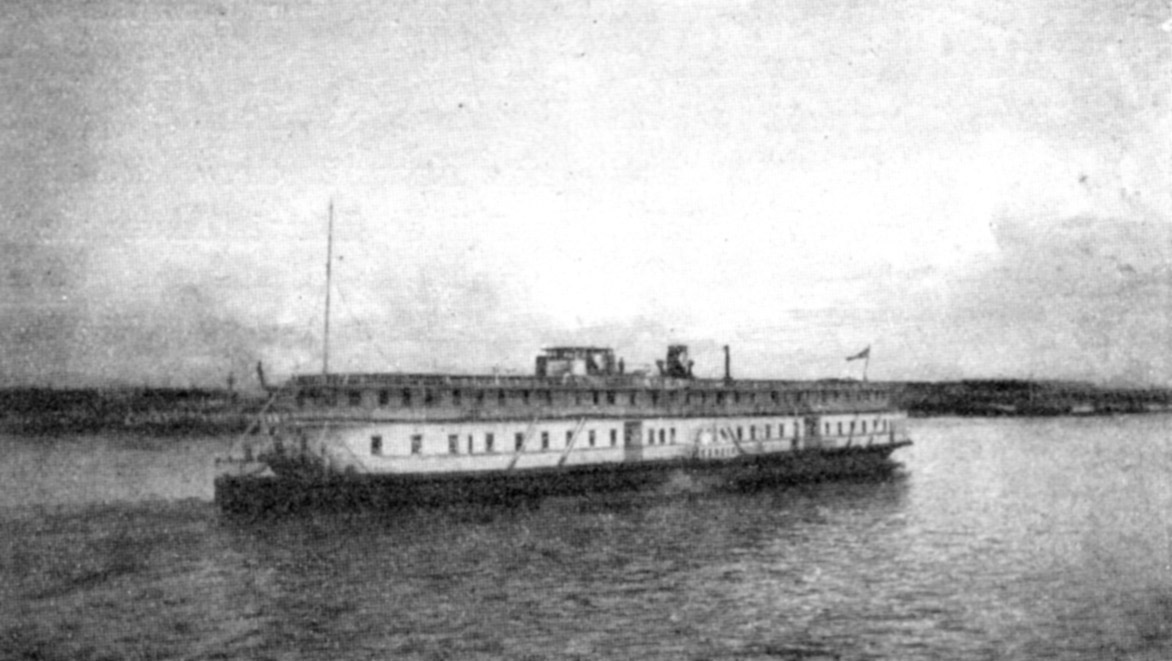
Parník Methodij, který odvezl 16. srpna 1918 ze Simbirska první oddíl 2. pluku, ved. por. Káni
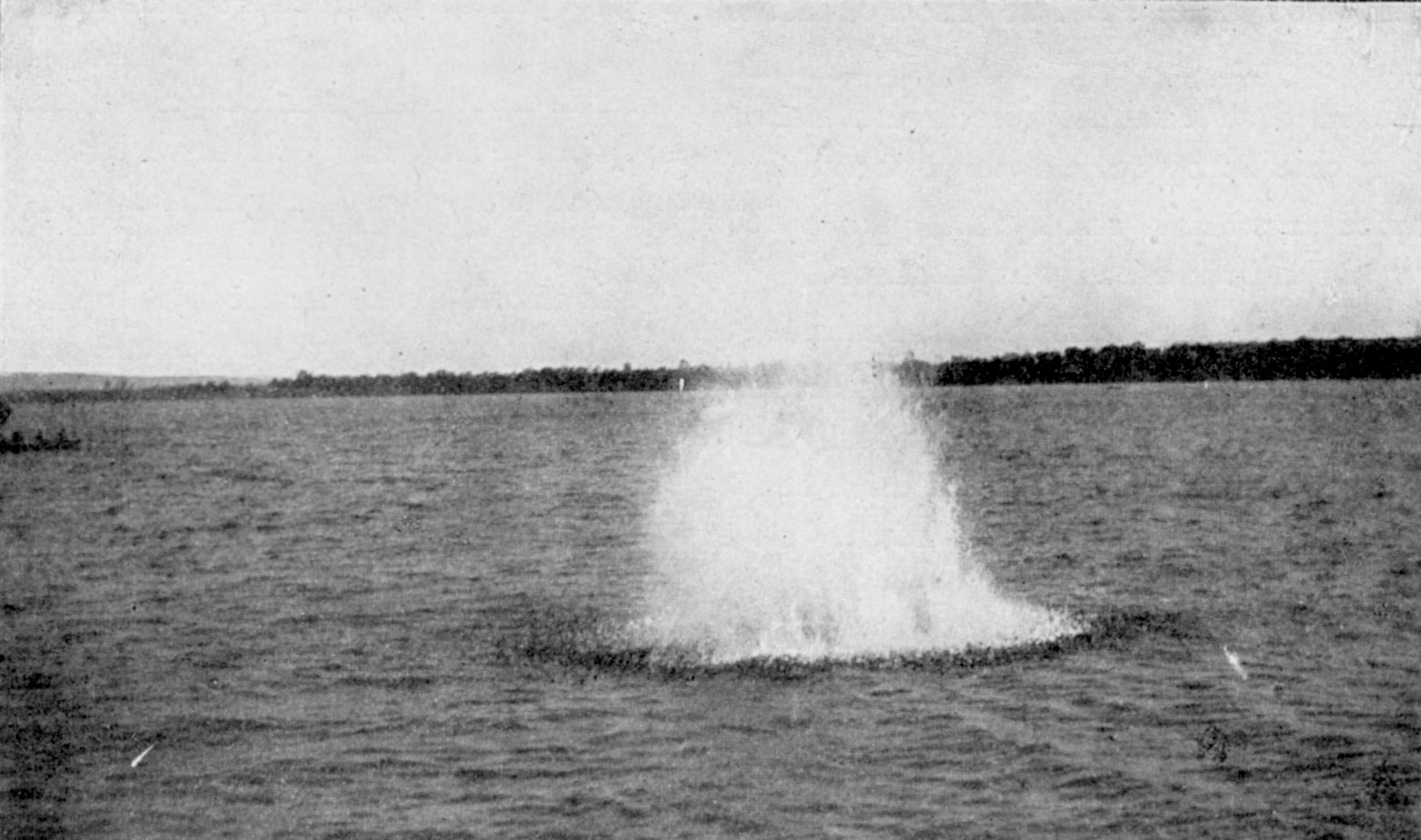
Výbuch granátu na Volze roku 1918

Do konce roku 1918 vstoupilo do československých legií v Rusku kolem 61 000 vojáků. 1. února 1919 byly legie reorganizovány. Na reorganizaci se podílel Milan Rastislav Štefánik. Došlo ke zrušení autonomie a komitétů (plukovní a rotná zastupitelstva). To vyvrcholilo v ilegální 2. sjezd čs. legií v Omsku, jehož delegáti byli zatčeni a posláni do Československa (zapisovatelem sjezdu byl spisovatel Václav Kaplický).
V Rusku padlo do roku 1918 4 112 československých legionářů (toto číslo nemusí být přesné, neboť různé zdroje uvádějí různé počty v intervalu od čtyř do pěti tisíc).[zdroj⁠?!]

#### Anabáze a srovnání s husity a Řeky
Francouzský prezident Raymond Poincaré nazval anabázi dílem větším a slavnějším, než byla anabáze 10 000 Xenofontových Řeků. Čeští husité v 15. století prošli s vítězným bojem celé Německo a pronikli až k Baltickému moři, tak jejich potomci, důstojně na tuto tradici navázali a českoslovenští legionáři ve 20. století opakovali toto tažení jen v měřítku mnohokráte zvětšeném.

## Československé legie ve Francii

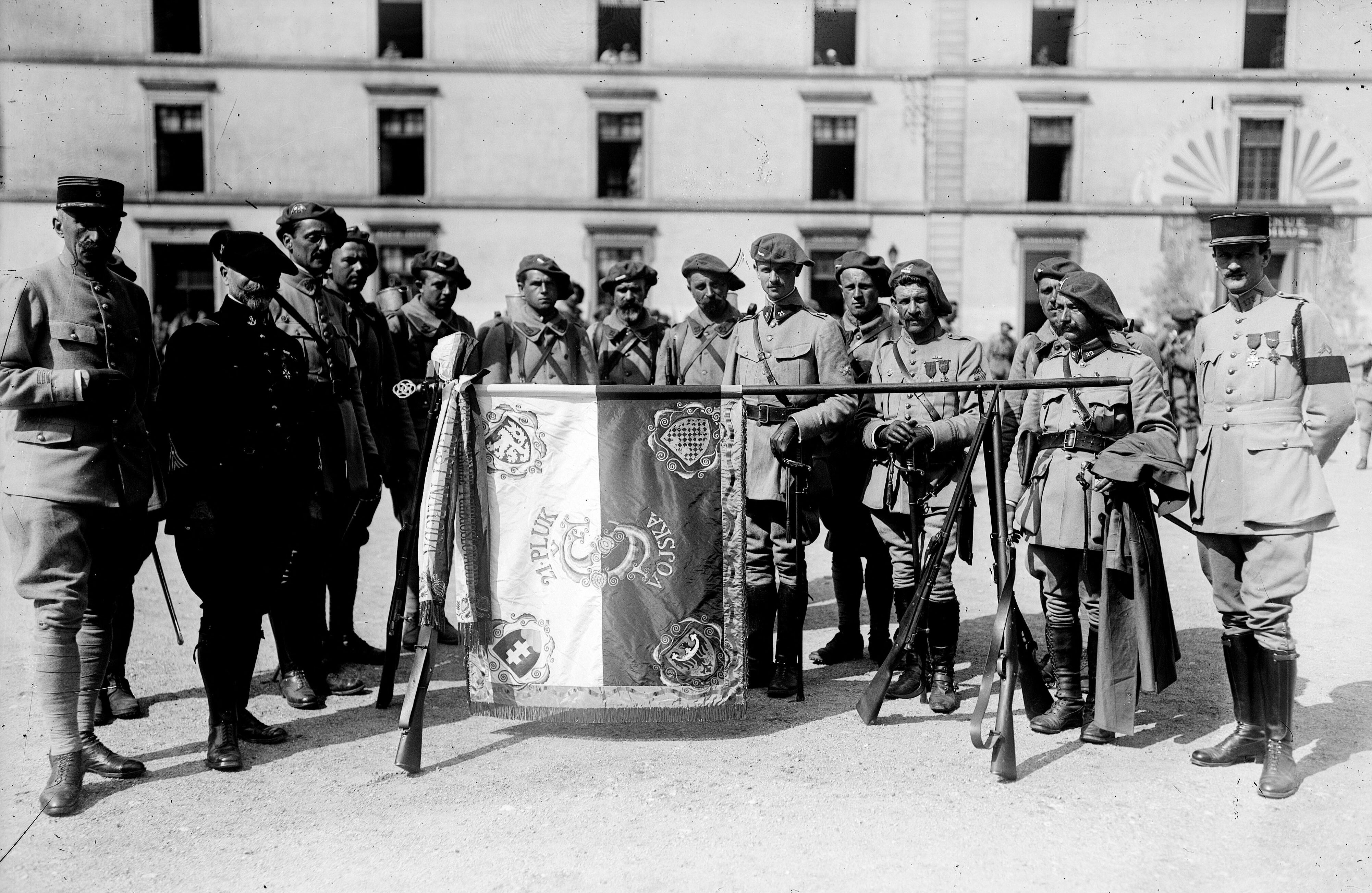
Československé legie ve Francii

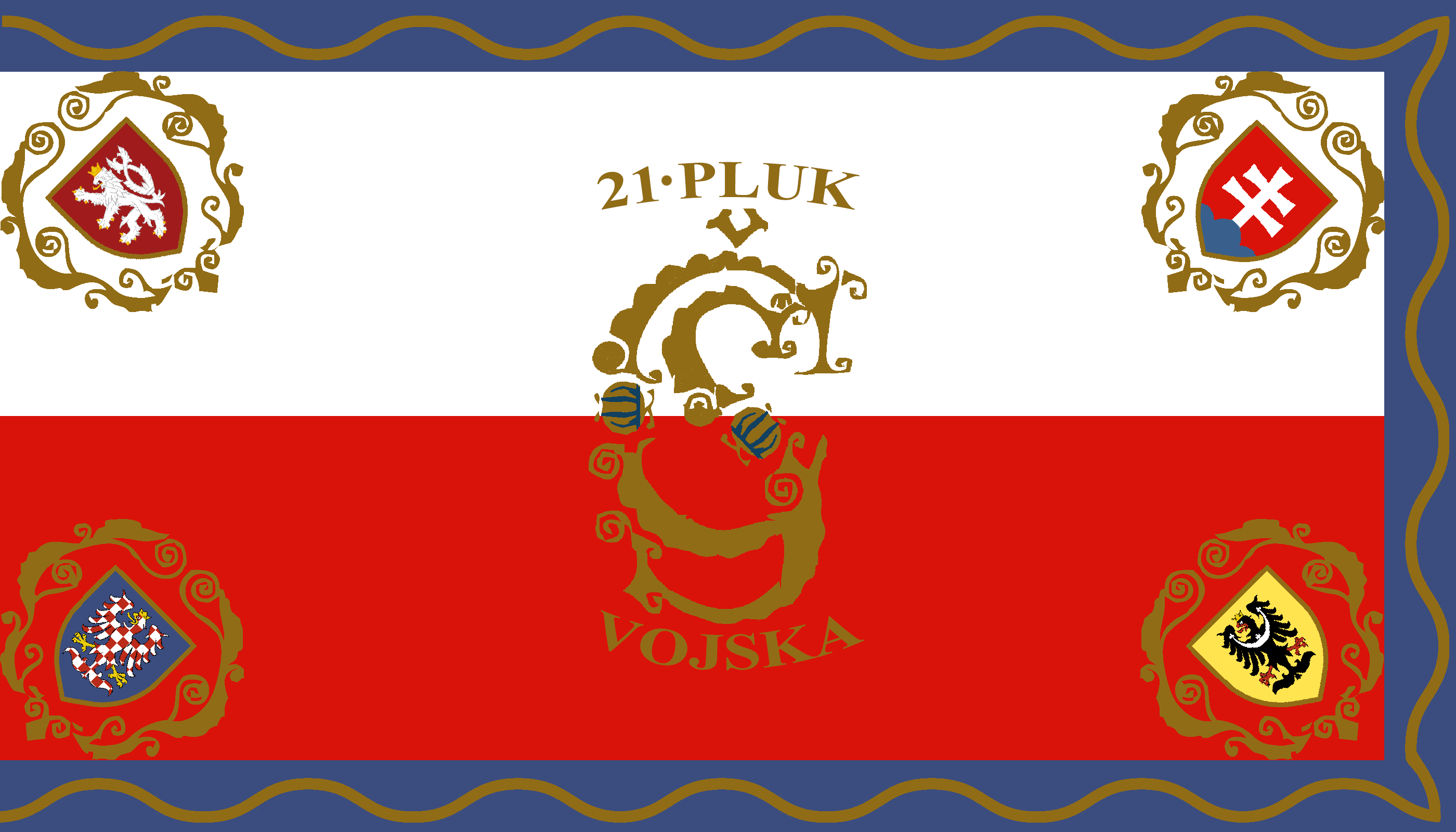
Prapor legií ve Francii

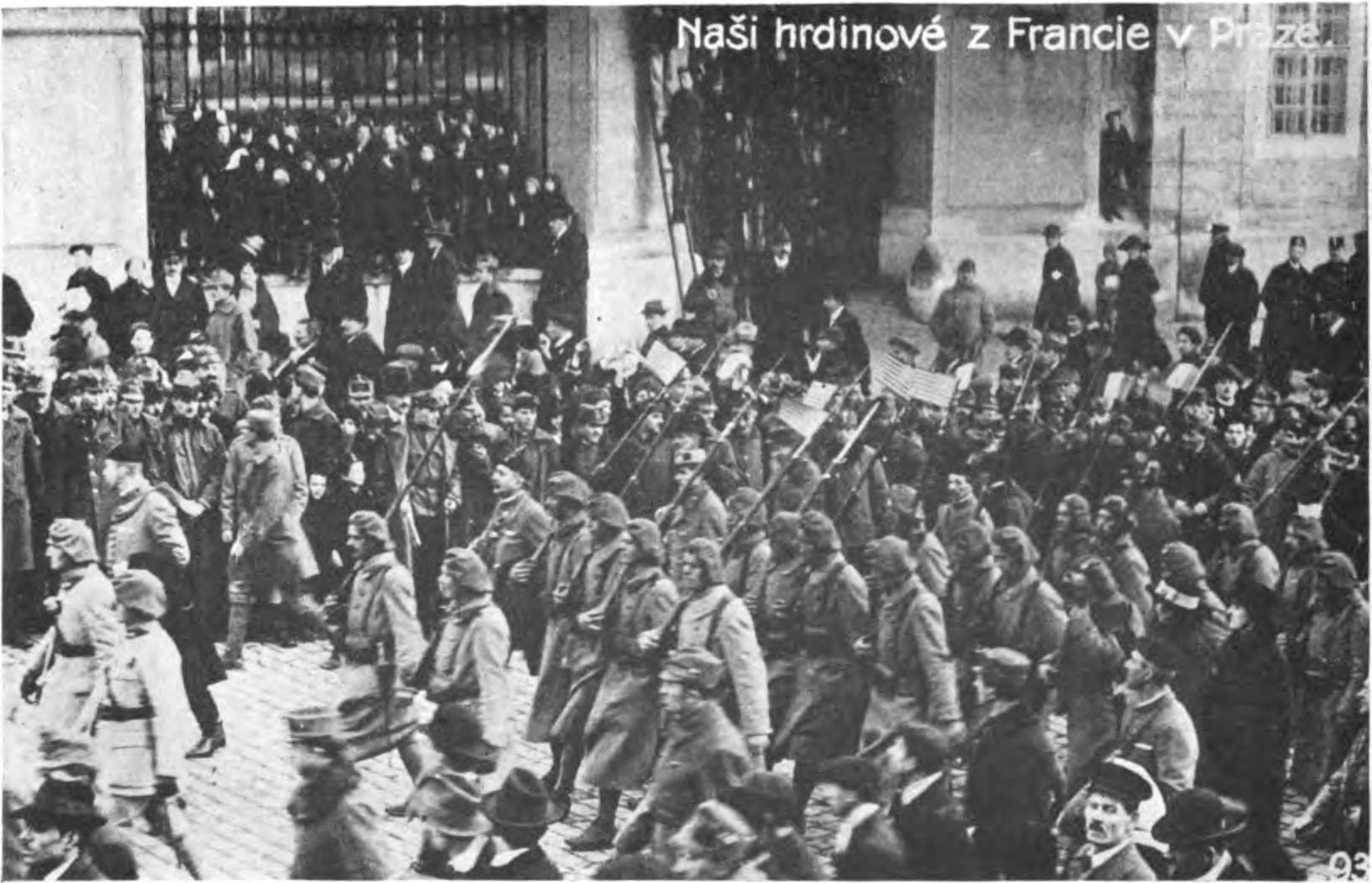
Návrat legionářů z Francie v Praze

Jako československé legie ve Francii se označují dobrovolnické jednotky Čechů a Slováků v letech 1914–1918 utvořené na území Francie. Základ položili hned na začátku první světové války čeští krajané z Paříže, převážně sokolové, kteří se rozhodli nabídnout své služby francouzské armádě. V rámci francouzské Cizinecké legie vznikla 31. srpna 1914 rota „Nazdar“ (compagnie „Nazdar“), pojmenovaná podle tradičního sokolského pozdravu, kterým se její příslušníci odlišovali od Francouzů. Rota se účastnila vítězně bitvy u Arrasu 9. května 1915, kde však utrpěla výrazné ztráty vedoucí k jejímu rozpuštění. Během arraské bitvy došlo také ke ztrátě bojového praporu roty „Nazdar“, kterou měl během útoku u sebe praporečník Karel Bezdíček. Padl a jeho tělo se nikdy nenašlo, pravděpodobně leží pohřben, i s praporem, v některém z hromadných hrobů. Přesto však tato bitva rotu navěky proslavila. Po rozpadu roty „Nazdar“ byli přeživší a další českoslovenští dobrovolníci rozmístěni do různých jednotek Cizinecké legie a bojovali na nejrůznějších bojištích. Kromě západní fronty ve Francii to bylo například na soluňské frontě v Řecku či u Gallipoli.
V závěru roku 1917 se díky příjezdu dvou transportů legionářů z Ruska, příchodu Čechoslováků ze srbského a rumunského zajetí, a dobrovolníků sloužících v srbské armádě počaly ve Francii formovat skutečné legie. V roce 1918 vznikla Československá střelecká brigáda, která se na jaře roku 1919 vrátila do Československa. Bylo v ní asi 9 600 vojáků. Brigádu tvořily 21. a 22. čs. střelecký pluk. Dne 30. června 1918 se u města Darney za přítomnosti Edvarda Beneše a francouzského prezidenta Raymonda Poincarého konala velká vojenská slavnost spojená s přísahou příslušníků 21. čs. střeleckého pluku, který zde převzal bojovou zástavu, vytvořenou dle návrhu malíře Františka Kupky (sám byl legionářem). Brigáda pak byla nasazena do bojů na západní frontě první světové války v Alsasku, u Terronu a Vouziers. Právě bitva u Terronu 20. října 1918 se, vedle bitvy u Arrasu, stala nejznámějších bojovým vystoupením československých legionářů ve Francii.
V roce 1919 působilo ve Francii již 11 300 legionářů. Ve Francii padlo 650 československých legionářů. Nasazení legionářů na západní frontě vedlo k tomu, že francouzská vláda 29. června 1918 podpořila právo Čechů a Slováků na samostatnost a uznala Národní radu Čechů a Slováků jako orgán zastupující tyto národy.

## Československé legie v Itálii

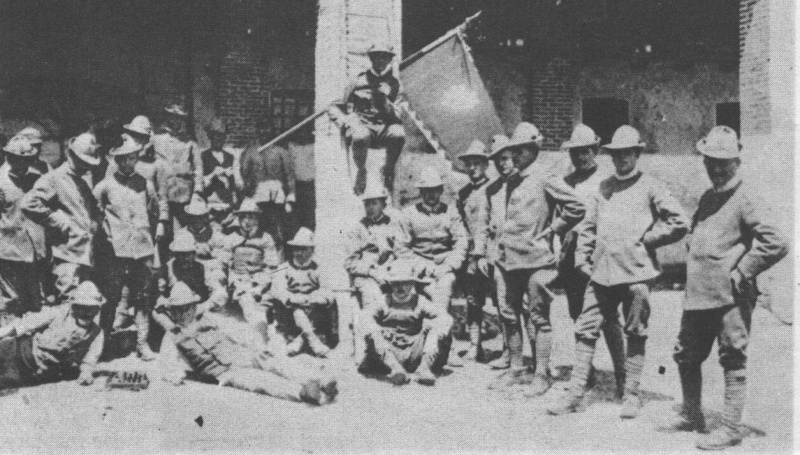
Československé legie v Itálii

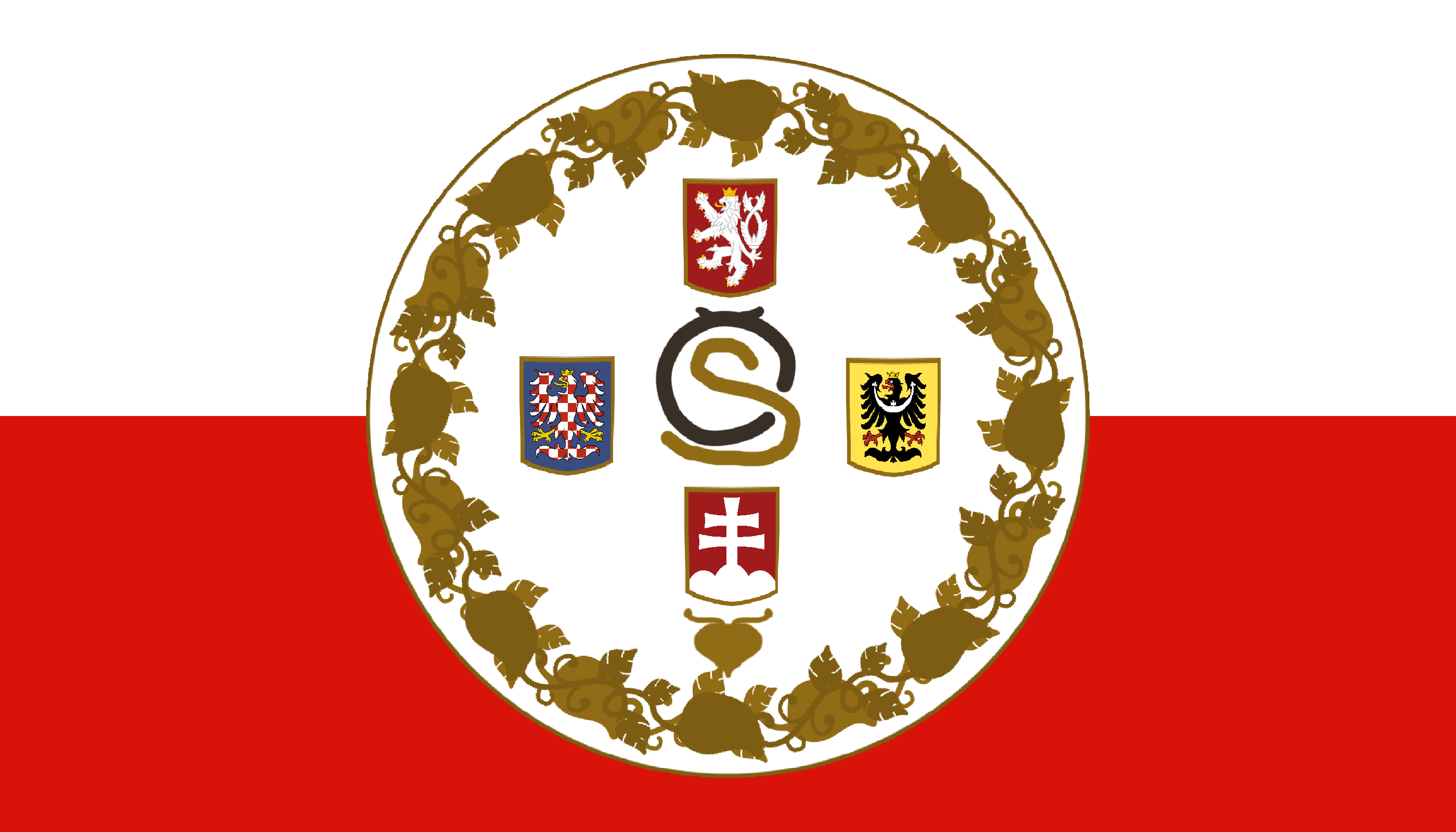
Prapor legií v Itálii

Československé legie v Itálii byly dobrovolnické vojenské jednotky v letech 1917–1918. V roce 1914 bylo v Itálii internováno asi 300 tam žijících Čechů a Slováků, protože byli považováni za nepřátele. Čechů a Slováků bylo jen asi 300 dobrovolníků ve Francii v Cizinecké legii, 700 v Rusku a asi 100 ve Velké Británii, což bylo málo. Italská vláda i velení italské armády opakovaně odmítaly přes pozitivní ohlasy v italském tisku založení Československých dobrovolnických jednotek, ačkoliv Itálie dlouho disponovala poměrně značným počtem rakousko-uherských zajatců českého a slovenského původu. Důvodem bylo vytvoření nežádoucího a italským zájmům nebezpečného precedensu, neboť uznáním práva na sebeurčení Čechoslováků by de facto uznala stejná práva i Jihoslovanům. Právě ale o část jihoslovanského území spravovaného Rakousko-Uherskem se chtěla Itálie po vítězství Dohody rozšířit (resp. na pobřeží Jadranu, tedy o Dalmácii a přístav Terst).
Vznik dobrovolnických jednotek byl dosažen až nátlakem ze strany ostatních spojeneckých mocností a špatným vývojem válečné situace. Příležitost nastala až v roce 1917, kdy kvůli národnostním třenicím v zajateckých táborech byli Češi soustředěni do internačního tábora v Santa Maria Capua Vetere, kde byl téměř okamžitě vytvořen „Československý dobrovolnický sbor“. Jako první byly vytvářeny v roce 1917 výzvědné oddíly (jako reakce na již úspěšné oddíly výzvědčíků v Rusku). Na jaře roku 1918 došlo k vytvoření československé divize, v prosinci 1918 vznikl armádní sbor.
Do jednotek bylo celkem zařazeno asi 20 000 vojáků, po podepsání příměří ze zajatců vytvořeny další, tzv. domobranecké prapory o počtu asi 60 000 vojáků. Československé legie bojovaly zejména v bitvě na Piavě, kde čsl. legionáři mnohde válčili proti českým a slovenským vojákům rakousko-uherské c.k. armády. Legionáři na sebe výrazně upozornili v bitvě u Doss Alto v září 1918. Italský tisk pojal úspěch Čechoslováků v boji na Doss Altu velmi slavnostně. 6. československá divize měla také pochvalné ohlasy v řadách představitelů italské vlády, armády a italské veřejnosti. Vrchní velitel italské armády 22. září 1918 uvedl: „Neochvějné oddíly 6. československé divize, které hájily pozici na výšině 703, se bránily s obdivuhodnou chrabrostí…“. Propagátorem legionářů byl také pozdější italský diktátor Benito Mussolini, v té době novinář (vydával list "Il popolo d'Italia" - Italský lid) a autor "kacířského" spisu: Giovanni Hus, il Veridico (Jan Hus, hlasatel pravdy). Za tyto své postoje obdržel Řád Bílého lva. Mussolini se později k této své rané politické aktivitě již nehlásil.
Na italské frontě zemřelo 355 československých legionářů, dalších 55 mužů bylo popraveno po zajetí rakousko-uherskou armádou.

## Českoslovenští dobrovolníci v srbském vojsku
Z řad československých dobrovolníků dohodových armád zaujímali dobrovolníci ze srbské armády nejvýraznějšího postavení vedle československých legionářů z Ruska, Francie a Itálie. Češi a Slováci se do první světové války zapojili v řadách srbského vojska ve třech různých časových i místních rovinách. Hned na začátku první světové války se našli čeští dobrovolníci, kteří se rozhodli nemobilizovat do rakousko-uherské armády, ale raději sdílet válečný osud napadeného Srbského království. Prvním takovým dobrovolníky byl František Kryštof, který bývá označován za prvního československého legionáře vůbec. Do srbského vojska se přihlásil hned 28. července 1914. Díky své předválečné vojenské službě na Balkáně, kde působil jako rakouský důstojník, mohl nabídnout své znalosti rakousko-uherské přístavní pevnosti Kotor. Stal se součástí srbské mise při hlavním štábu armády Černohorského království, které bylo srbským spojencem. Přidávali se však i další. Čeští dobrovolníci sloužili v rámci srbských komitských oddílů (komité), které se specializovaly na partyzánský způsob boje. Mezi takovými byl například Josef Dřímal nebo Jiří Jelínek.
Na srbské frontě byly nasazeny pluky rakousko-uherské armády s výrazným zastoupením branců z českých zemí. Jejich většinový názor na válku se Srbskem nebyl valný, nebyli pro válku s bratrskými Slovany. Ti, kteří padli do srbského zajetí se tak také hlásili ku pomoci srbské armádě. I přes organizační snahy se však samostatné české oddíly v rámci srbské armády vytvořit nepodařilo, především dík epidemii tyfu[nepřesný odkaz], který přinesl smrt mnoha zajatcům. Po napadení Srbska Bulharskem stála srbská armáda proti trojnásobné přesile vojsk rakousko-uherského, německého a bulharského. To přivedlo Srby k tragickému ústupu z vlastní země k Jaderskému moři. Ústup vedl přes nevlídnou skalnatou Černou Horu a Albánii. Probíhal od listopadu 1915 do ledna 1916, za mrazu, deště, a velikého hladu a nedostatku oblečení. Při tzv. srbské Golgotě zahynulo zhruba 10 000 zajatých Čechů a Slováků. Srbská armáda přišla o 150 000 vojáků. Evakuované zbytky srbské armády byly převezeny na ostrov Kerkyra a do francouzské Bizerty v Tunisku. Zajatci byli evakuováni na ostrov Asinara u Sardinie. Někteří z nich se později přihlásili do československých legií ve Francii. Po reorganizaci srbské armády na Kerkyře byla znovu odeslána na frontu, tentokráte do Řecka. Bojů na tzv. soluňské frontě se v srbské armádě účastnilo mnoho českých a slovenských dobrovolníků, odhadem kolem 600. Naprosté většina z nich se pak v letech 1917 a 1918 odebrala do Francie, kde položili základní kámen nově založeným československým legií ve Francii.
Mezitím se na území Ruska začala na jaře 1916 tvořil jednotka Jihoslovanů (Srbů, Chorvatů a Slovinců), kteří předtím padli do ruského zajetí jako příslušníci rakousko-uherské armády. Do tohoto dobrovolnického vojska se hlásili také čeští a slovenští zajatci, kteří se již dlouhodobě a bez výsledku hlásili do České družiny. Jednotka, 1. srbská dobrovolnická divize, byla zformována v Oděse. Jejími příslušníky se stalo 128 československých důstojníků a dalších zhruba 600 příslušníků mužstva. Mnoho československých důstojníků bylo veliteli čet a rot. Po vstupu Rumunského království do války na straně Dohody byla srbská divize v rámci ruského expedičního sboru odeslána na pomoc mladému spojenci. K nasazení došlo v Dobrudži, území na pomezí Rumunska a Bulharska u pobřeží Černého moře. Za pouhé dva měsíce, září a říjen 1916, snášela 1. srbská dobrovolnická divize hlavní tíhu bojů na dobrudžské frontě a přitom přišla o 53 % svého stavu. Ze 40 padlých důstojníků bylo 10 Čechů, z mužstva padlo asi 50 vojáků české národnosti. K nejkrvavějšímu střetu srbské divize s Bulhary došlo u Kokardže. Bojů v Dobrudži se zúčastnilo i mnoho později slavných osobností z řad legionářů a meziválečných důstojníků československé armády, například Vojtěch B. Luža, Rudolf Viest, Radola Gajda, Václav Kopal, František Moravec, Emanuel Moravec, Jan S. Ingr a mnozí další. Po návratu z Dobrudže na ruské území se většina z Čechů odebrala do řad československých legií v Rusku, jiní později do legionářských jednotek ve Francii.
Někteří z československých dobrovolníků, kteří prošli srbskými oddíly, vystřídalo během války hned pět uniforem: rakouskou – srbskou – ruskou – francouzskou – italskou (např. J. S. Ingr). Pro československé dobrovolníky v srbské armádě se později vžil výraz „srbáci“.

## Československé legie v Československu
Legionáři se do politického dění v Československu zapojovali ihned po příjezdu. Především k zajištění sporného území. Na severu země to byla okupace Těšínska a na východě dobytí Slovenska obsazeného Maďarskou armádou. Na obsazení jižního Slovenska se podílel československý armádní legionářský sbor z Itálie a francouzští legionáři. Do vojenských akcí se přímo z transportů, které přijížděly postupně z Ruska, posílali zkušení legionáři, vojáci i důstojníci, nahrazovali české vojáky z bývalé c.k. armády a italské velitele, za jejichž nasazení byla československá vláda kritizována. Edvard Beneš byl kritizován ihned na počátku svého úřadu za liknavost, že čsl. vláda nedokázala zajistit své území ihned po vyhlášení státu. Edvard Beneš to označil za nedobrý začátek. Spojenecké velitele vláda postupně odvolala a nahradila legionáři. Především nátlak favorizovaného Polska na plebiscit vedl čsl. vládu k ústupkům, a nakonec došlo i k rozdělení regionu Těšínské Slezsko. Polsko si činilo nárok dokonce na Bílsko, jižní část Těšínska, kde byly zásoby černého uhlí a především na Karvinou, kde žilo početné polské obyvatelstvo spolu s pročeskými Šlonzáky. V celé složité situaci také nevhodně vyzněla Benešova slova, že Šlonzáci nejsou Poláci, i když mluví polsky. Ve společnosti dělení Těšínska bylo vnímáno jako fakt, že se Polákům dostává odměny za jejich boj proti bolševikům. Nakonec získalo Československo Karvinou, Třinec a malou část Bílska.

### Povstání a jiné krize
- Povstání v Železné Rudě z roku 1919, iniciováno šumavskými legionáři, vedených Jelínkem a Holáskem. Mělo různé názorové platformy a tendence. Bylo názorově nejednotné a dorazilo až do Plzně.
- Oslavanské povstání: vypuklo v prosinci roku 1920 u Brna. Trvalo od 12. prosince do 23. prosince (ukončení stanného práva) Rozšířilo se i do Blanska a na předměstí Boskovic (Bělá). Povstání bylo organizováno bolševiky a označeno za bolševický či komunistický puč. Místní legionáři se přidali k ochraně státu a pořádku, společně s jinými spolky (Orel, Sokol). Povstání bylo potlačeno až na 2. pokus koncem prosince 1920 bylo zrušeno i stanné právo. Vojenské jednotky zůstaly v Oslavanech ještě 1 měsíc. Účastníci zatčeni. Později byli Masarykem amnestováni. Na jaře 1921 vznikla KSČ.
- 24. října 1921: Vyhlášena mobilizace, schůze legionářských spolků odloženy na neurčito. Karel I. Habsburský a jeho choť Zita navštívili Maďarsko. Karel I. se opět pokusil získat trůn Maďarského království. 20. října přiletěl ze Švýcarska letadlem a následujícího dne sestavil v Šoproni prozatímní vládu.
- 1939–1989 (7. března a 14. září) Zástupci legionářů vzdávají čest svému nejvyššímu veliteli T. G. Masarykovi u jeho hrobu v Lánech a následnou schůzí v prostorách restaurace Na Slovance u nádraží Lány (dnes Stochov) za všech okolností.

## Význam

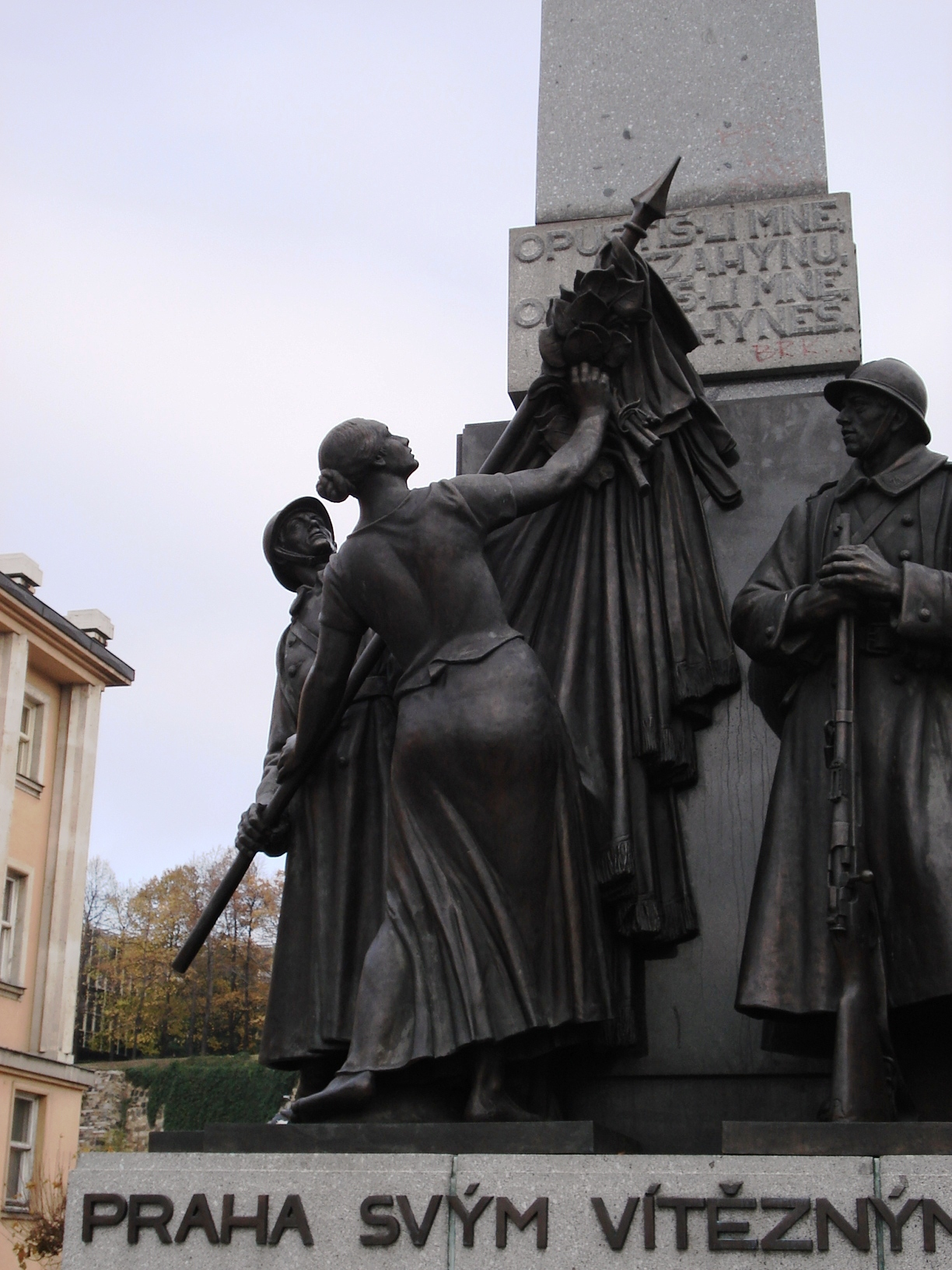
Památník u Palackého náměstí v Praze

Československé legie se podílely na vítězství Dohody v první světové válce. Z vojenského hlediska to byl Milan Rastislav Štefánik, který byl v té době již generálem francouzské armády a podílel se s českou emigrací jako diplomat na jednání o vzniku Československé republiky, aktivně organizoval vznik čs. legií zejména náborem na italské a francouzské frontě a mezi vojenskými zajatci v Rusku a podpoře myšlenky Československa mezi americkými Slováky. Původně zamýšlel vytvořit československé vojsko z Čechů a Slováků žijících v Americe. Z ruských důstojníků zůstal u legií Sergej Vojcechovský, který po čeljabinském incidentu díky chorvatským zajatcům nasazených v roli špionů do rudé armády, získal důležité informace. Z českých důstojníků vynikal Stanislav Čeček, který vedl ranní útok v bitvě u Zborova a také rozsáhlé operace proti bolševikům v Povolží.
V Československu (1918–1938) byl pak odkaz legií brán velmi vážně. V roce 1921 došlo k exhumaci popravených italských legionářů a konal se celodenní slavnostní pohřeb, kterého se pro nemoc prezident T. G. Masaryk neúčastnil (je znám však jeho projev Nejste mrtvi k 21. červnu 1921). Ostatky byly uloženy na II. obecním hřbitově na Olšanech do tvaru půlkruhu. Vznikaly mnohé spolky a organizace, které různým způsobem propagovaly myšlenky legií či samotné legionáře sdružovaly (např. Československá obec legionářská, Nezávislá jednota československých legionářů, Družina československých legionářů, Svaz československých legionářů a další). Legionáři byli ve společnosti během války i po vzniku republiky vnímáni většinou pozitivně. V případě zajetí jim za vlastizradu hrozil trest smrti. Zejména byli nasazování především v Itálii a Francii do prvních linií [kdo?]. Legionáři, coby zběhové, byli popravováni oběšením, později z důvodu nedostatku katů, byli stříleni a poté teprve pověšeni na strom. V Rusku byli zpočátku pro svoji dobrou znalost němčiny a lehkému porozumění slovanským jazykům používání k výzvědným úkolům. Katolická církev vydala po válce prohlášení, že legionáři se neprovinili proti přísaze, kterou složili Rakousku, jelikož přísaha byla jim vnucena a vynucená přísaha nemá žádné platnosti.[zdroj?]
V mladém Československu, ale i mezi Čechy a Slováky v USA, zaznívaly též opačné názory a kritika legií, ze strany německého obyvatelstva, monarchistů ad. Kritizovány byly zejména různé výhody, legionářské důchody, důchody pro vdovy, výhody legionářů při hledání zaměstnání ve státních službách atd. Češi a Slováci v USA kritizovali jejich ukončení boje s bolševiky dohodou, kupř. při transportech ve vlacích Kanadou, byl zakázán jakýkoliv jejich pohyb mimo nádraží ze strachu před šířením bolševismu.[zdroj?] Ve společnosti se také úspěšně šířily fámy o ztrátě zlatého pokladu atd. Legionáři se naopak hájili tím, že jejich zdraví i majetek je v mnohem horším stavu, jelikož bojovali déle a mnozí i šest let.

## Legionáři po válce
V československé armádě byli legionáři upřednostňováni (např. hradní stráž byla tvořena jen legionáři) před tzv. Rakušáky, tj. vojáky, kteří po celou dobu války zůstali na straně Rakouska-Uherska.[zdroj?] Legionářů bylo kolem 66 tisíc a kolem pěti tisíc jich padlo, Čechů v Rakousko-Uherské armádě bojovalo asi 1,4 milionu a padlých na této straně bylo zhruba 138 000.
Řada legionářů však po válce z československé armády také vystoupila, jelikož důvodem pro jejich vstup do dobrovolnické armády nebyl boj za Československo, ale návrat do vlasti. Také čsl. vláda vydala kontroverzní opatření, že legionářem je pouze ten, kdo vstoupil do čsl. legií před 28. říjnem 1918, přičemž legie vedly boje až do února 1920. Tento výnos byl legionáři velmi kritizován a řada z nich vrátila vojenská vyznamenání. Také byl kritizován pomník legionářů před Emauzy, na jehož podobu se legionářů nikdo neptal. Velká většina legionářů vrátila po uzavření Mnichovské dohody v roce 1938 francouzská vyznamenání, mnohdy osobně na francouzské velvyslanectví, či je zasílali poštou přímo do Francie.[zdroj?]

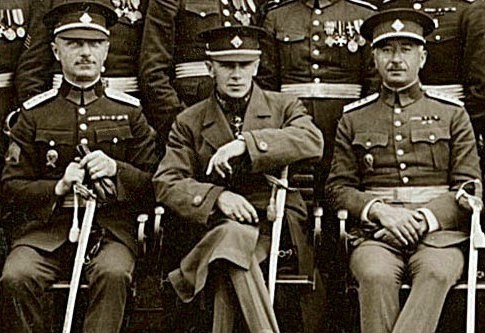
Bedřich Homola, Sergej Vojcechovský a Oleg Svátek na legionářském shromáždění v roce 1927

Zajímavým je osud rakousko-uherského podmaršálka a pozdějšího generála československé armády Aloise Podhajského.
V české literatuře vznikla skupina spisovatelů (zpravidla bývalých legionářů), kteří psali téměř výhradně o legiích, proto se tento proud přímo nazývá legionářskou literaturou (Rudolf Medek, František Langer, Josef Kopta). Josef Kopta psal i literaturu zaměřenou ryze antisemitsky (novely Žid). Rudolf Medek napsal i pohádky pro legionářské děti, které se odehrávaly na Sibiři. Spisovatel Jaroslav Hašek, bohém, anarchista, krátce člen Československých legií, člen strany sociálně demokratické dělnické a později na straně bolševiků, se po návratu do Prahy vrátil ke svému bohémskému způsobu života a věnoval se spisovatelství. Z ruských legií vzešel také významný český fašista Rudolf Geidl, který si na srbské frontě změnil jméno na Radola Gajda. Představoval příklon k fašismu podle italského vzoru – v roce 1926 se stal vůdcem Národní obce fašistické. Někteří legionáři se naopak stali komunisty, např. Ludvík Svoboda, silné zastoupení měli ale v řadách demokratické „hradní“ levice (sociální demokraté, národní socialisté).
Boj legionářů po boku ruských bolševiků u Bachmače a pozdější sjednané příměří mezi oběma stranami a vydání proněmeckého Kolčaka se samozřejmě hodil nacistům, Joseph Goebbels označoval politickou platformu demokratického Československa, jako „židobolševický vřed Evropy“. Po německé okupaci došlo k likvidaci legionářských pomníků, mnohé obnoveny v letech 1945 – 1948, na Slovensku, převážně pomníky z dob boje čsl. legií s Maďary (kupř. Bitva o Zvolen) k obnově již nedocházelo. Po roce 1948 se odkaz legií nezamlouval komunistickému režimu, především boj legií proti bolševikům, význam legií byl po roce 1948 zlehčován, řada bývalých legionářů byla odsouzena k vysokým trestům: Ludvík Krejčí, Jan Syrový, Otakar Husák a poté se o nich oficiálně přestalo mluvit. V roce 1948 nabídl komunistické straně vojenskou pomoc Josef Stalin s poukazem na fakt, že v zemi žije ještě mnoho bývalých legionářů. S legionáři se vracel do vlasti i první prezident T. G. Masaryk. S ním i jeho dcera Olga. Několik legionářských vlaků též předcházelo jeho triumfálnímu návratu do Horního Dvořiště v pátek 20. prosince 1918 a legionáři též týž den doprovázeli prezidentovu kolonu na cestě z českobudějovického nádraží na nově pojmenované hlavní Masarykovo náměstí a zpět. Ruští, francouzští i italští dobrovolci následnou sobotu doprovázeli Masarykův automobil na jeho triumfální cestě Prahou. Se svými legionáři se Masaryk rozloučil symbolicky na velkém sletovém Strahovském stadionu (báseň Vítězslava Nezvala: Čtvrtý červenec) při oslavách 20. výročí bitvy u Zborova v roce 1937.

### Připomínky na poštovních známkách
V říjnu roku 1919 vyšly poštovní známky s příplatkem ve prospěch sirotků a vdov po legionářích. V pozdějších letech vyšlo několik dalších známek k různým výročím (1934 – 20. let od založení, 1937 – 20. let bitvy u Zborova a 1938 – 20. výročí bojů).

## V populární kultuře
V závěru roku 2023 byla českým studiem počítačových her Ashborne Games zveřejněna hra s názvem Last Train Home (Poslední vlak domů), inspirovaná vlakovým putováním legionářů v Rusku ze západní části země do Vladivostoku.  V českém znění hry se objevují např. Karel Dobrý, Jan Šťastný a další.